# Rugby-Union-Weltmeisterschaft 2023

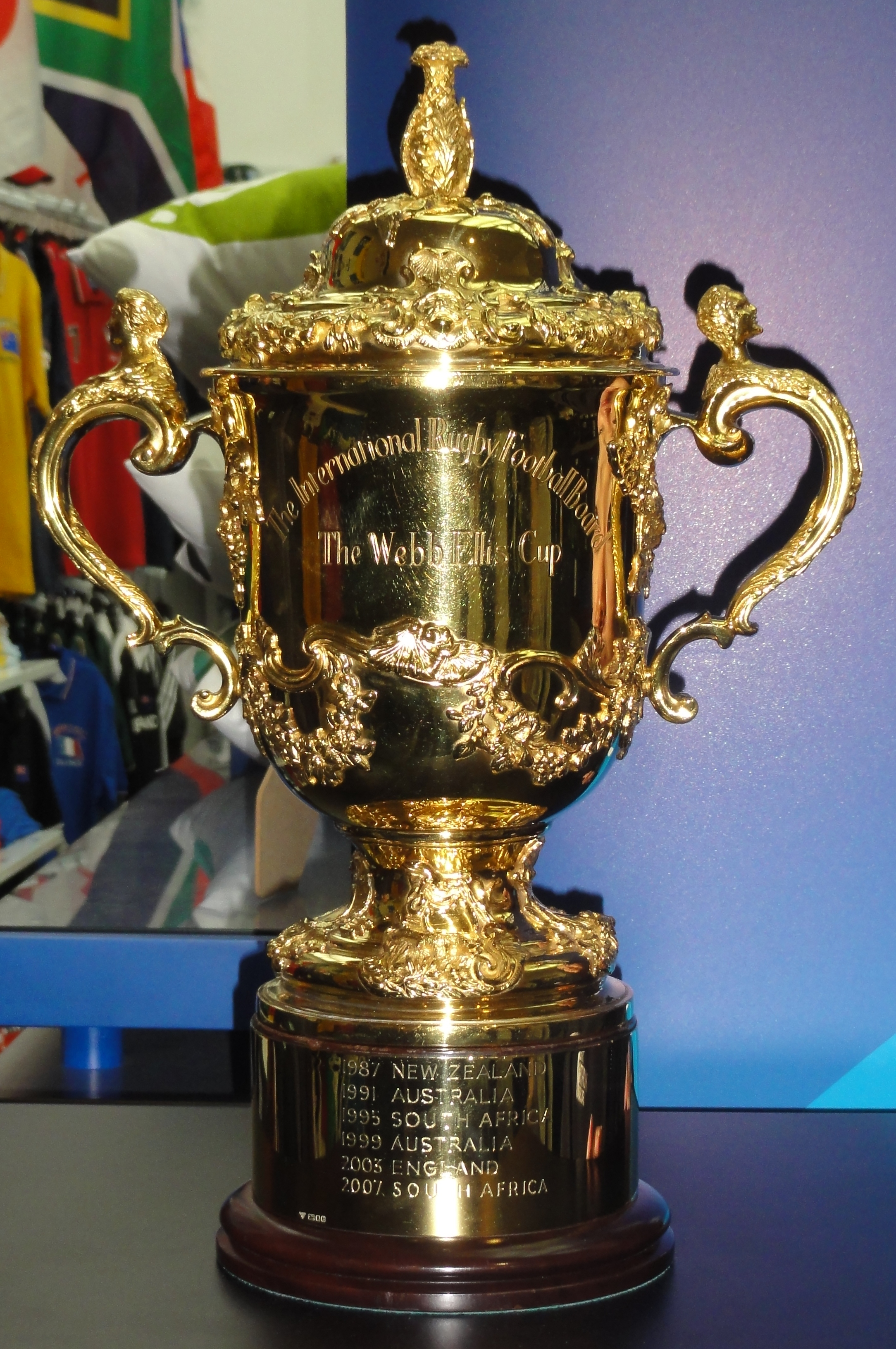
Der Webb Ellis Cup

Die Rugby-Union-Weltmeisterschaft 2023 (französisch Coupe du monde de rugby à XV 2023) fand vom 8. September bis zum 28. Oktober 2023 (dem 200. Jahrestag der „Erfindung“ des Rugby Union durch William Webb Ellis) in Frankreich statt. Es war die zehnte Weltmeisterschaft im vierjährlichen Turnierzyklus, der vom Weltverband World Rugby organisiert wird, und die sechste in der nördlichen Hemisphäre.
Nach den Weltmeisterschaften 2015 (England) und 2019 (Japan) war es das dritte aufeinanderfolgende Turnier in einem Land der Nordhemisphäre. Frankreich war zuvor Mitgastgeber bei den Weltmeisterschaften 1991 und 1999 gewesen; beide Turniere wurden zusammen mit den damaligen Five Nations England, Irland, Schottland und Wales ausgetragen; und danach Gastgeber der Weltmeisterschaft 2007, mit einzelnen Spielen in Cardiff und Edinburgh im Vereinigten Königreich; insgesamt war Frankreich bei vier Turnieren Gastgeber, mehr als jedes andere Land. Dies war jedoch die erste Weltmeisterschaft, die ausschließlich in Frankreich ausgetragen wurde. Dazu war das Land im Juli 2017 vom Weltverband World Rugby bestimmt worden, weitere Bewerber waren Irland und Südafrika gewesen.
Das Turnierformat von 2003, 2007, 2011, 2015 und 2019 blieb unverändert und 20 Rugby-Union-Nationalmannschaften nahmen an der Rugby-Union-Weltmeisterschaft 2023 teil: die zwölf direkt qualifizierten Mannschaften der Weltmeisterschaft 2019 (Argentinien, Australien, England, Fidschi, Frankreich, Irland, Italien, Japan, Neuseeland, Schottland, Südafrika und Wales), zusammen mit den acht besten Mannschaften der Qualifikation (Chile, Georgien, Namibia, Portugal, Rumänien, Samoa, Tonga und Uruguay). Chile nahm erstmals an einer Weltmeisterschaft teil, während Kanada sein erstes Turnier verpasste. Damit ist es die erste Weltmeisterschaft mit drei südamerikanischen Mannschaften und nach der WM 1999 die zweite mit drei spanischsprachigen Teilnehmern. Nachdem die Vereinigten Staaten in der Repechage ebenfalls ausgeschieden sind, war es das erste Turnier ohne nordamerikanisches Team.
Während der Weltmeisterschaft wurden 48 Spiele absolviert, darunter 40 in der Vorrunde und acht in der Finalrunde, einschließlich des Finales. Die Mannschaften waren in vier Gruppen zu je fünf Teams eingeteilt, wobei jedes einmal gegen die anderen der Gruppe antrat. Die beiden besten Mannschaften jeder Gruppe erreichten hiernach das Viertelfinale, während sich die besten drei Mannschaften jeder Gruppe – wieder zwölf Mannschaften – direkt für die darauf folgende Weltmeisterschaft 2027 in Australien qualifizierten. Es war das letzte Turnier an dem 20 Nationalmannschaften teilnahmen; für die darauf folgende Weltmeisterschaft 2027 in Australien wurde die Teilnehmeranzahl auf 24 erhöht.
Vor Beginn der Weltmeisterschaft galten Neuseeland, Frankreich, Südafrika und Irland als Favoriten auf den Titelgewinn. Sowohl Frankreich als auch Irland konnten ihre Gruppenspiele gegen Neuseeland bzw. Südafrika gewinnen, in ihren Viertelfinals unterlagen beide europäische Teams jedoch knapp den beiden späteren Finalisten. Fidschi sorgte mit einem 22:17-Sieg über den zweimaligen Weltmeister Australien für den ersten Überraschungssieg des Turnieres. Nachdem die Wallabies auch den Walisern mit 6:40 deutlich unterlagen, schieden sie erstmals bereits in der Vorrunde aus. Danach sorgte Portugal mit seinem 24:23-Sieg über Fidschi für eine weitere Überraschung, dies war ihr erster WM-Sieg überhaupt. Der Titelverteidiger Südafrika gewann das Finale im Stade de France in Saint-Denis gegen Neuseeland mit 12:11 und wurde damit die erste Mannschaft, die den Webb Ellis Cup zum vierten Mal in Empfang nehmen konnte und nach Neuseeland 2015 das zweite Team, dem die Titelverteidigung gelang. Außerdem ist dies nach 1995 ihr zweiter Finalsieg über Neuseeland, nach 2007 ihr zweiter Finalsieg auf französischem Boden und sie wurden die erste Mannschaft, die zwei aufeinanderfolgende Weltmeistertitel auswärts gewinnen konnte. Es war nach dem Eden Park in Auckland und Twickenham in London das dritte Rugbystadion, in dem mehr als ein Finale ausgetragen wurde. England wurde Dritter und Argentinien Vierter, nachdem beide Mannschaften nach der Gruppenphase im Spiel um Platz 3 erneut aufeinander trafen.
Mit etwa 1,33 Milliarden Fernsehzuschauern weltweit war die Rugby-Union-Weltmeisterschaft 2023 eine der meistgesehenen Rugbyweltmeisterschaften bisher. Insgesamt wurden etwa 2,4 Millionen Eintrittskarten für die 48 Spiele verkauft, was einem Zuschauerschnitt von 50.775 pro Spiel entspricht.

## Vergabe

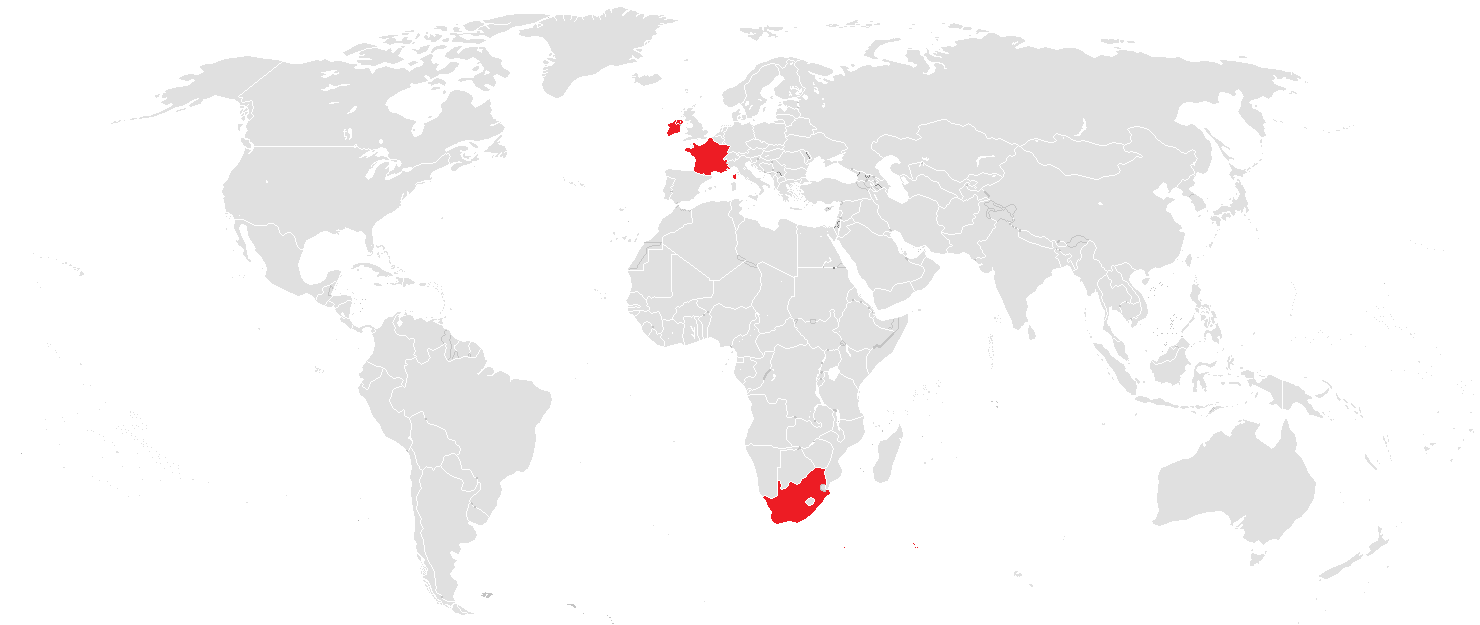
Bewerbungen für die Ausrichtung der Weltmeisterschaft 2023

Nach dem Beginn des Ausschreibungsverfahrens im Mai 2015 hatten die an der Austragung interessierten Landesverbände bis zum 1. Juni 2017 Zeit, ihre Kandidatur einzureichen. Südafrika, Irland und Frankreich bewarben sich um die Ausrichtung der Weltmeisterschaft 2023, während Italien seine anfängliche Kandidatur später zurückzog.
Frankreich hatte die WM 2007 veranstaltet und war Mitgastgeber bei den Turnieren 1991 und 1999. Die Fédération française de rugby reichte ihre Kandidatur für die WM 2023 offiziell am 9. Februar 2017 ein, die 19 mögliche Spielorte und ein umweltfreundliches Verkehrskonzept umfasste. Die Anzahl der Spielorte wurde zunächst auf zwölf und schließlich auf neun reduziert.
Südafrika, das bereits die Weltmeisterschaft 1995 veranstaltet hatte, galt als Favorit, nachdem die Kandidaturen für 2011, 2015 und 2019 gescheitert waren. Im April 2016 untersagte die Regierung der South African Rugby Union (SARU), die Kandidatur weiter voranzutreiben, da ihre Bemühungen um die Integration schwarzer Spieler in die Nationalmannschaft bisher ungenügend gewesen seien. Die SARU konnte in Verhandlungen den Sportminister Fikile Mbalula vom Gegenteil überzeugen, woraufhin er das Verbot wieder aufhob. Die am 9. Mai 2017 offiziell eingereichte Kandidatur sah Spiele in den folgenden acht Städten vor: Bloemfontein, Durban, Johannesburg, Kapstadt, Mbombela, Port Elizabeth, Pretoria und Soweto.
Die Regierungen Irlands und Nordirlands sowie die Irish Rugby Football Union hatten bereits am 5. Dezember 2014 in einer gemeinsamen Erklärung ihre Absicht bekanntgegeben, sich um die Austragung zu bewerben. Allgemein rechnete man sich gute Chancen aus, zumal Irland noch nie Alleingastgeber gewesen war und eine Vereinbarung getroffen worden konnte, mehrere Stadien der Gaelic Athletic Association (darunter Croke Park) nutzen zu dürfen. Vorgesehen waren zwölf Stadien in den neun Städten Belfast, Castlebar, Cork, Derry, Dublin, Galway, Killarney, Kilkenny und Limerick.
Italien war ebenfalls an einer Kandidatur interessiert und die Federazione Italiana Rugby (FIR) gab im März 2015 eine entsprechende Absichtserklärung ab. Italien ist neben Argentinien die einzige Rugbynation der ersten Stärkeklasse, die noch keine Spiele während einer Weltmeisterschaft veranstaltete. Als Austragungsorte vorgesehen waren Rom, Bari, Bologna, Florenz, Genua, Mailand, Neapel, Padua, Palermo, Turin und Udine. Am 28. September 2016 zog die FIR die Kandidatur jedoch zurück. Grund dafür war die Entscheidung von Roms Bürgermeisterin Virginia Raggi, eine Kandidatur für die Olympischen Sommerspiele 2024 nicht zu unterstützen, weshalb eine Unterstützung für die Rugby-Weltmeisterschaft ebenfalls fraglich erschien.
Die drei übrig gebliebenen Verbände stellten am 25. September 2017 ihre Kandidaturen der Delegiertenversammlung von World Rugby vor. Bis zum 31. Oktober analysierte eine neutrale Expertenkommission die eingereichten Unterlagen anhand von fünf Kriterien. Dabei bewertete sie die Kandidatur Südafrikas am besten, vor Frankreich und Irland. Die Delegiertenversammlung trat am 15. November 2017 in London zusammen. Entgegen der Empfehlung der Expertenkommission gab sie der Kandidatur Frankreichs den Vorzug, die sich im zweiten Wahlgang mit 24 von 39 Stimmen durchsetzte. Damit ist es nach der Weltmeisterschaft 1991 in Südafrika, der Weltmeisterschaft 2003 in Australien, der Weltmeisterschaft 2011 in Neuseeland und der Weltmeisterschaft 2019 in Japan das fünfte Turnier, das von einem einzigen Gastgeber ausgetragen wird.
| Kandidaten                   | Zufriedenheit nach Aktendurchsicht | 1. Wahlgang | 2. Wahlgang |
| ---------------------------- | ---------------------------------- | ----------- | ----------- |
| Frankreich                   | 75,88 %                            | 18          | 24          |
| Südafrika                    | 78,97 %                            | 13          | 15          |
| Irland und Nordirland        | 72,25 %                            | 8           | —           |
| Abgegebene Stimmen insgesamt | Abgegebene Stimmen insgesamt       | 39          | 39          |

## Organisationskomitee

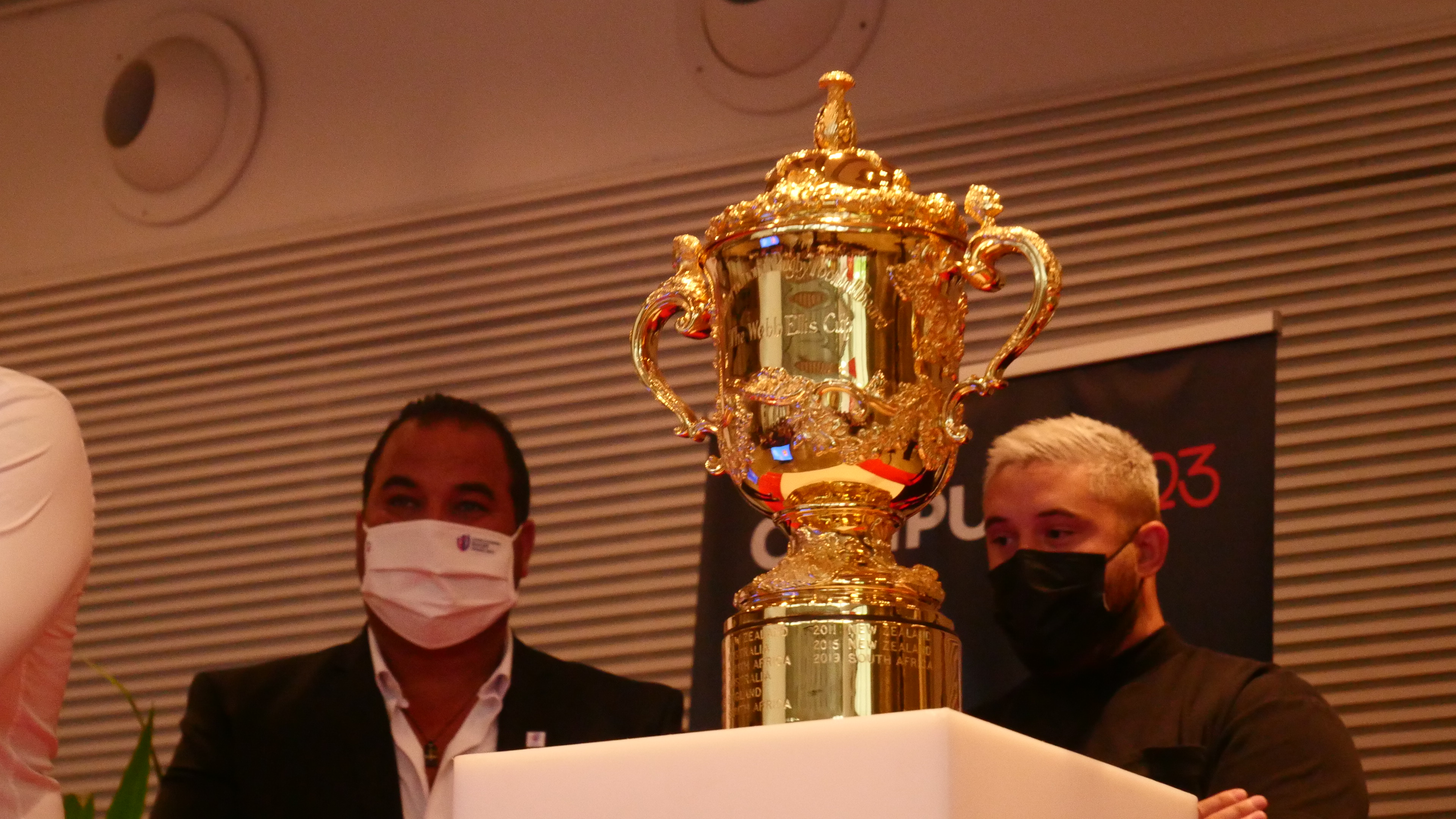
Der Webb Ellis Cup bei der Pressekonferenz zur WM 2023

2018 gründete sich eine öffentliche Interessengruppe zur Vorbereitung des Turnieres in Frankreich. Jacques Rivoal, ehemaliger Präsident von Volkswagen Frankreich, wurde zum Präsidenten des Organisationskomitees ernannt, während Claude Atcher, Leiter der Bewerbungskommission, Direktor des Organisationskomitees wurde. Claude Atcher wurde am 2. September 2022 suspendiert und bis zum Abschluss eines Disziplinarverfahrens durch seinen Stellvertreter Julien Collette ersetzt, nachdem eine Untersuchung der Arbeitsinspektion wegen einer „tiefen sozialen Misere“ innerhalb des Organisationskomitees eingeleitet worden war. Im Oktober 2022 folgte Atchers endgültige Entlassung.
Die Fédération française de rugby (FFR) besaß 62 % der Rechte und Pflichten der öffentlichen Interessengruppe (37 % gehörten dem französischen Staat und 1 % dem Comité National Olympique et Sportif Français). Im Januar 2023, acht Monate vor dem Turnier, trat FFR-Präsident Bernard Laporte von seinem Posten zurück und kam damit der Aufforderung der französischen Rugby-Ethikkommission und des Sportministeriums nach, nachdem er vom Pariser Gericht in erster Instanz der „passiven Korruption“, „Bestechung“, „rechtswidriger Zinsnahme“, „Verschleierung des Missbrauchs von Gesellschaftsvermögen“ und „Missbrauch von Gesellschaftsvermögen“ schuldig gesprochen wurde.
Sébastien Chabal war als Vorsitzender des Spielerkomitees für die Unterkünfte von Spielern und Teams während des Turnieres verantwortlich. Sein Botschafterstatus ermöglichte ihm den Kauf von rund hundert Eintrittskarten für Turnierspiele, während die Mitarbeiter des Organisationskomitees bis zu acht Eintrittskarten kaufen konnten. Nachdem verschiedene Medien ihn des Tickethandels verdächtigt hatten, machte er geltend, dass er diese Plätze ohne Gewinn an sein Umfeld verteilt hatte.

## Qualifikation

Grafik zur Qualifikation für die Weltmeisterschaft 2023

World Rugby spezifizierte im Juni 2020 den Qualifikationsprozess. Demzufolge wurden ab 2021 acht der 20 Startplätze in der Qualifikation ausgespielt. Die Qualifikation bestand aus fünf kontinentalen Gruppen: Afrika, Amerika, Asien, Europa und Ozeanien. Jeweils zwei Plätze waren für die Kontinentalverbände Amerikas und Europas und jeweils einer für Afrika und Ozeanien reserviert. Die letzten zwei Startplätze wurden in einer interkontinentalen Qualifikationsrunde (Play-off Asien-Ozeanien) sowie einer Repechage im November 2022 ausgespielt. Zusammen mit den automatischen Qualifikanten nahmen 34 Nationalmannschaften an der Qualifikation zur Endrunde in Frankreich teil.
Neben dem Gastgeber Frankreich, der sich auch durch seine sportliche Qualifikation als Viertelfinalist bei der Weltmeisterschaft 2019 automatisch qualifizierte, qualifizierten sich auch die anderen sieben Viertelfinalisten und die vier Drittplatzierten der Vorrundengruppen automatisch für das Turnier. Die folgenden zwölf Mannschaften qualifizierten sich automatisch für das Turnier: Südafrika als Titelverteidiger, England als Vizeweltmeister, Neuseeland als Turnierdritter, Wales als Turniervierter, die Viertelfinalisten Australien, Frankreich, Irland und Japan sowie die Gruppendritten Argentinien, Fidschi, Italien und Schottland. Die Qualifikation begann mit der Rugby Europe International Championships 2020/21 am 6. März 2021. Am 17. Juli 2021 qualifizierte sich mit Samoa als Ozeanien 1 die erste Nationalmannschaft für das Turnier. Nachdem Chile in der Qualifikation erstmals Kanada bezwang, war dies das erste Turnier, das die Kanadier verpassten. Am 9. Oktober 2021 qualifizierte sich Uruguay als Amerika 1, am 12. März 2022 Georgien als Europa 1 und am 10. Juli 2022 Namibia als Afrika 1. Nachdem Chile am 16. Juli 2022 auch die Vereinigten Staaten bezwang, qualifizierte es sich als Amerika 2 erstmals für eine Rugby-WM. Am 23. Juli 2022 folgte Tonga als Asien/Pazifik 1.
Zunächst schien es so, als hätte sich Spanien als Europa 2 qualifiziert, nachdem die Spanier in der Qualifikation jedoch einen nicht spielberechtigten Spieler eingesetzt hatten, wurden sie für beide Spiele mit Punktabzug bestraft, woraufhin Rumänien Spanien als Europa 2 ersetzte und Portugal den Platz Rumäniens in der Repechage übernahm. Der 20. und letzte Platz wurde im November 2022 in der Repechage zwischen Hongkong, Kenia, Portugal und den Vereinigten Staaten ausgespielt, wobei Portugal im letzten Spiel gegen die Vereinigten Staaten ein 16:16 unentschieden genügte, um zum zweiten Mal an einer Rugby-Union-Weltmeisterschaft teilzunehmen. Damit war die Weltmeisterschaft 2023 die erste, an der keine nordamerikanische Nationalmannschaft teilnahm, während Südamerika erstmals mit drei Teams vertreten war. Damit war Südamerika nach Europa und Ozeanien der dritte Kontinent, der von mehr als zwei Teams vertreten wurde. Erstmals in der Turniergeschichte qualifizierten sich zehn Mannschaften von der Südhemisphäre, wodurch beide Hemisphären erstmals die gleiche Anzahl Mannschaften stellten.

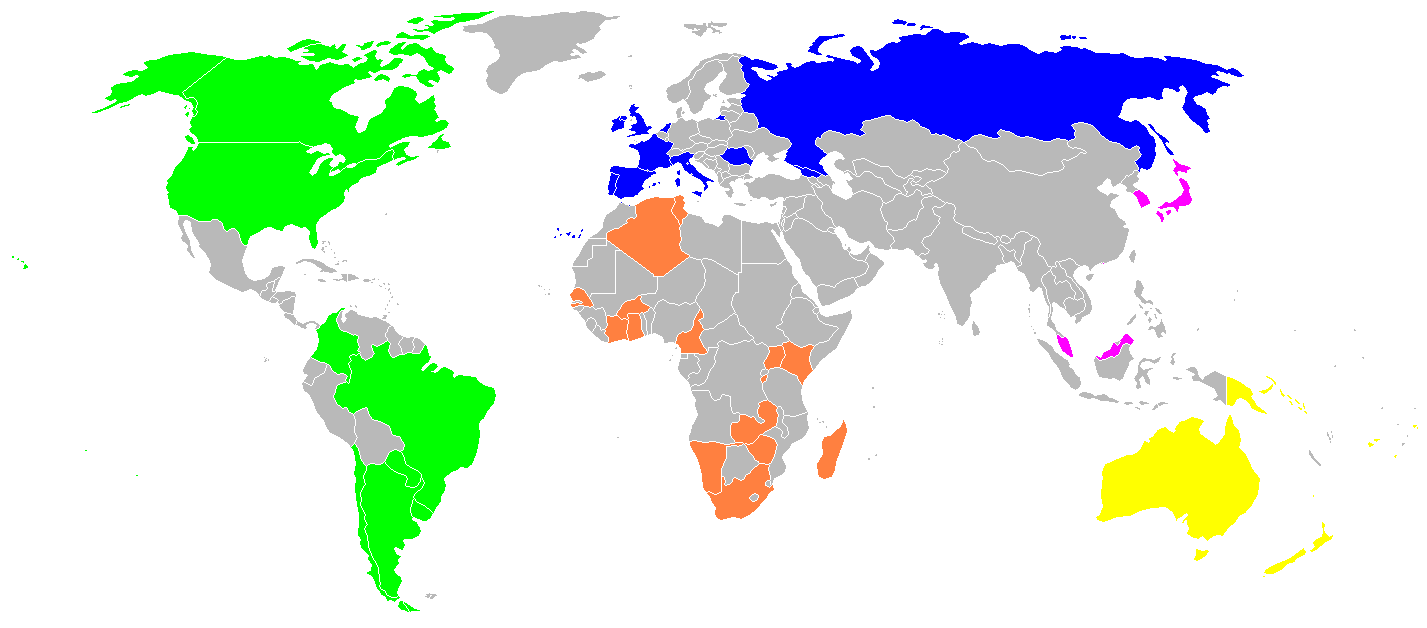
An der Qualifikation beteiligte Länder nach Kontinentalverbänden; insgesamt 34 Teams nahmen teil.
Afrika
Amerika
Asien
Europa/Nordasien
Ozeanien

Teilnehmende Länder der Weltmeisterschaft 2023:
Gastgeber
Qualifiziert als Top Zwölf 2019
Qualifikation
In der Qualifikation gescheitert
Keine Teilnahme

| Land        | Qualifikationsgrundlage | Bisherige WM-Teilnahmen | Bestes Ergebnis                                                     | Weltrangliste Stand: 28. August 2023 | Kontinentalverband |
| ----------- | ----------------------- | ----------------------- | ------------------------------------------------------------------- | ------------------------------------ | ------------------ |
| Frankreich  | Gastgeber               | 9                       | 2. Platz (1987, 1999, 2011)                                         | 03                                   | Europa             |
| Argentinien | Top 3 Gruppenphase 2019 | 9                       | 3. Platz (2007)                                                     | 06                                   | Südamerika         |
| Australien  | Top 3 Gruppenphase 2019 | 9                       | Weltmeister (1991, 1999)                                            | 09                                   | Ozeanien           |
| England     | Top 3 Gruppenphase 2019 | 9                       | Weltmeister (2003)                                                  | 08                                   | Europa             |
| Fidschi     | Top 3 Gruppenphase 2019 | 8                       | Viertelfinale (2007, 2011)                                          | 07                                   | Ozeanien           |
| Irland      | Top 3 Gruppenphase 2019 | 9                       | Viertelfinale (1987, 1991, 1995, 2003, 2007, 2011, 2015, 2019)      | 01                                   | Europa             |
| Italien     | Top 3 Gruppenphase 2019 | 9                       | Gruppenphase (1987, 1991, 1995, 1999, 2003, 2007, 2011, 2015, 2019) | 13                                   | Europa             |
| Japan       | Top 3 Gruppenphase 2019 | 9                       | Viertelfinale (2019)                                                | 14                                   | Asien              |
| Neuseeland  | Top 3 Gruppenphase 2019 | 9                       | Weltmeister (1987, 2011, 2015)                                      | 04                                   | Ozeanien           |
| Schottland  | Top 3 Gruppenphase 2019 | 9                       | 4. Platz (1991)                                                     | 05                                   | Europa             |
| Südafrika   | Top 3 Gruppenphase 2019 | 7                       | Weltmeister (1995, 2007, 2019)                                      | 02                                   | Afrika             |
| Wales       | Top 3 Gruppenphase 2019 | 9                       | 3. Platz (1987)                                                     | 10                                   | Europa             |
| Chile       | Amerika 2               | 0                       | erste Teilnahme                                                     | 22                                   | Südamerika         |
| Georgien    | Europa 1                | 5                       | Gruppenphase (2003, 2007, 2011, 2015, 2019)                         | 11                                   | Europa             |
| Namibia     | Afrika 1                | 6                       | Gruppenphase (1999, 2003, 2007, 2011, 2015, 2019)                   | 21                                   | Afrika             |
| Portugal    | Repechage               | 1                       | Gruppenphase (2007)                                                 | 16                                   | Europa             |
| Rumänien    | Europa 2                | 8                       | Gruppenphase (1987, 1991, 1995, 1999, 2003, 2007, 2011, 2015)       | 19                                   | Europa             |
| Samoa       | Ozeanien 1              | 8                       | Viertelfinale (1991, 1995)                                          | 12                                   | Ozeanien           |
| Tonga       | Asien/Pazifik 1         | 8                       | Gruppenphase (1987, 1995, 1999, 2003, 2007, 2011, 2015, 2019)       | 15                                   | Ozeanien           |
| Uruguay     | Amerika 1               | 4                       | Gruppenphase (1999, 2003, 2015, 2019)                               | 17                                   | Südamerika         |

## Austragungsorte
Die Bewerbung der Fédération française de rugby (FFR) wurde am 15. November 2017 von World Rugby den Bewerbungen der South African Rugby Union und der Irish Rugby Football Union vorgezogen. Frankreich gab seine Bewerbung am 9. Februar 2017 ab. Die Geschäftsleitung der Fédération française de rugby präsentierte am 17. März 2017 zwölf Städte als mögliche Austragungsorte. Am 31. Mai 2017 wurden drei Städte von der Liste gestrichen (Lens, Montpellier, Paris).
| Saint-Denis |

| Marseille |

| Lyon |

| Lille |

| Bordeaux |

| Saint-Étienne |

| Nantes |

| Nizza |

| Toulouse |

| Saint-Denis |

| Marseille |

| Lyon |

| Lille |

| Bordeaux |

| Saint-Étienne |

| Nantes |

| Nizza |

| Toulouse |

## Format

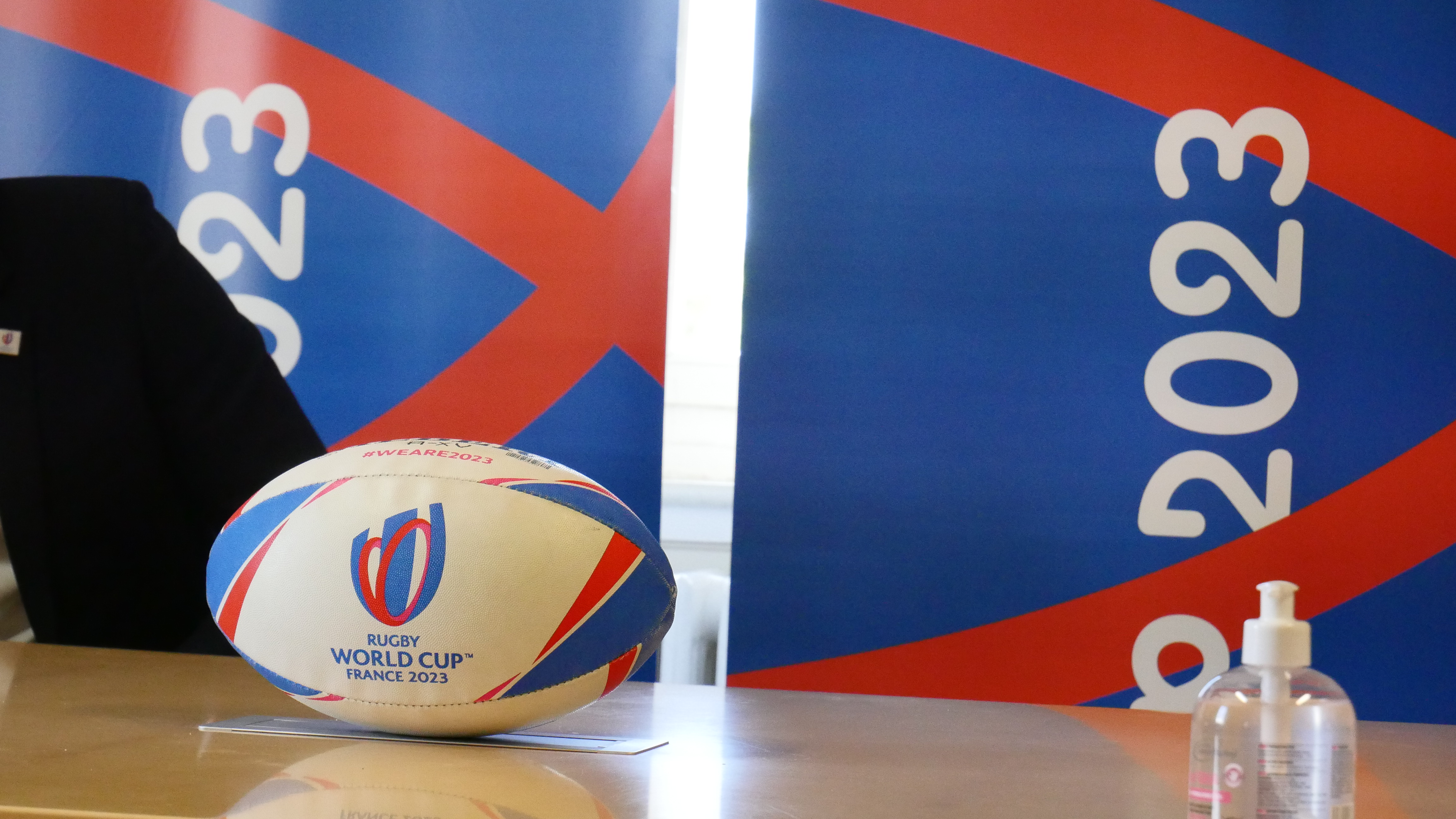
Der offizielle Rugbyball der Weltmeisterschaft 2023

Die Rugby-Union-Weltmeisterschaft 2023 wurde über 51 Tage zwischen 20 verschiedenen Mannschaften über 48 Spiele ausgetragen. Sie begann am 8. September 2023 im Stade de France in Saint-Denis nahe Paris mit dem Eröffnungsspiel zwischen dem Gastgeber Frankreich und Neuseeland. Das Turnier endete am 28. Oktober in demselben Stadion mit dem Finale zwischen Neuseeland und Südafrika, wobei die Springboks den Webb Ellis Cup verteidigten.

### Spielplan
Am 22. Februar 2021 kündigte World Rugby mehrere Maßnahmen an, um die körperliche Unversehrtheit der Spieler während des gesamten Turnieres über zu gewährleisten:
- die Anzahl Ruhetage zwischen zwei Spielen wurde erhöht. Erstmals in der Turniergeschichte hatten die Mannschaften fünf Tage lang Zeit, sich zu regenerieren und auf das folgende Spiel vorzubereiten;
- die Gruppenphase wurde um eine Woche verlängert (beginnend am 8. September);
- die Anzahl Spieler im Kader wurde von 31 auf 33 erhöht, um die Mannschaftsleitung zu vereinfachen;
- Reisezeiten und -frequenzen wurden deutlich reduziert;
- die Trainingsbelastung wurde zur Vermeidung ernsthafter Verletzungen (wie Gehirnerschütterung) reduziert.

Der Spielplan wurde am 26. Februar 2021 von World Rugby veröffentlicht. Die nachfolgende Tabelle zeigt das tägliche Programm der Rugby-Union-Weltmeisterschaft 2023. Dabei steht ein rotes Kästchen für die Eröffnungs- und Schlusszeremonie, ein violettes Kästchen für Vorrundenspiele, ein grünes Kästchen für Finalrundenspiele, ein blaues Kästchen für das Spiel um Platz 3 und ein gelbes Kästchen für das Finale.
| Gruppenphase September/Oktober | Fr. 8. | Sa. 9.  | So. 10. | Mo. 11. | Di. 12. | Mi. 13. | Do. 14. | Fr. 15. | Sa. 16. | So. 17. | Mo. 18. | Di. 19. | Mi. 20. | Do. 21. | Fr. 22. | Sa. 23. | So. 24. | Mo. 25. | Di. 26. | Mi. 27. | Do. 28. | Fr. 29. | Sa. 30. | So. 1. | Mo. 2. | Di. 3. | Mi. 4. | Do. 5. | Fr. 6. | Sa. 7. | So. 8. |
| ------------------------------ | ------ | ------- | ------- | ------- | ------- | ------- | ------- | ------- | ------- | ------- | ------- | ------- | ------- | ------- | ------- | ------- | ------- | ------- | ------- | ------- | ------- | ------- | ------- | ------ | ------ | ------ | ------ | ------ | ------ | ------ | ------ |
| Zeremonien                     |        |         |         |         |         |         |         |         |         |         |         |         |         |         |         |         |         |         |         |         |         |         |         |        |        |        |        |        |        |        |        |
| Gruppe A                       | 1      | 1       |         |         |         |         | 1       | 1       |         |         |         |         | 1       | 1       |         |         |         |         |         | 1       |         | 1       |         |        |        |        |        | 1      | 1      |        |        |
| Gruppe B                       |        | 1       | 1       |         |         |         |         |         | 1       | 1       |         |         |         |         |         | 1       | 1       |         |         |         |         |         | 1       | 1      |        |        |        |        |        | 1      | 1      |
| Gruppe C                       |        | 1       | 1       |         |         |         |         |         | 1       | 1       |         |         |         |         |         | 1       | 1       |         |         |         |         |         | 1       | 1      |        |        |        |        |        | 1      | 1      |
| Gruppe D                       |        | 1       | 1       |         |         |         |         |         | 1       | 1       |         |         |         |         | 1       | 1       |         |         |         |         | 1       |         | 1       |        |        |        |        |        |        | 1      | 1      |
| Finalrunde Oktober             | Mo. 9. | Di. 10. | Mi. 11. | Do. 12. | Fr. 13. | Sa. 14. | So. 15. | Mo. 16. | Di. 17. | Mi. 18. | Do. 19. | Fr. 20. | Sa. 21. | So. 22. | Mo. 23. | Di. 24. | Mi. 25. | Do. 26. | Fr. 27. | Sa. 28. |         |         |         |        |        |        |        |        |        |        |        |
| Zeremonien                     |        |         |         |         |         |         |         |         |         |         |         |         |         |         |         |         |         |         |         |         |         |         |         |        |        |        |        |        |        |        |        |
| Finalrunde                     |        |         |         |         |         | 2       | 2       |         |         |         |         | 1       | 1       |         |         |         |         |         | 1       | 1       |         |         |         |        |        |        |        |        |        |        |        |

| Farblegende                  |
| Eröffnungs- und Schlussfeier |
| Gruppenspiele                |
| Finalrunde                   |
| Spiel um Platz 3             |
| Finale                       |

### Auslosung

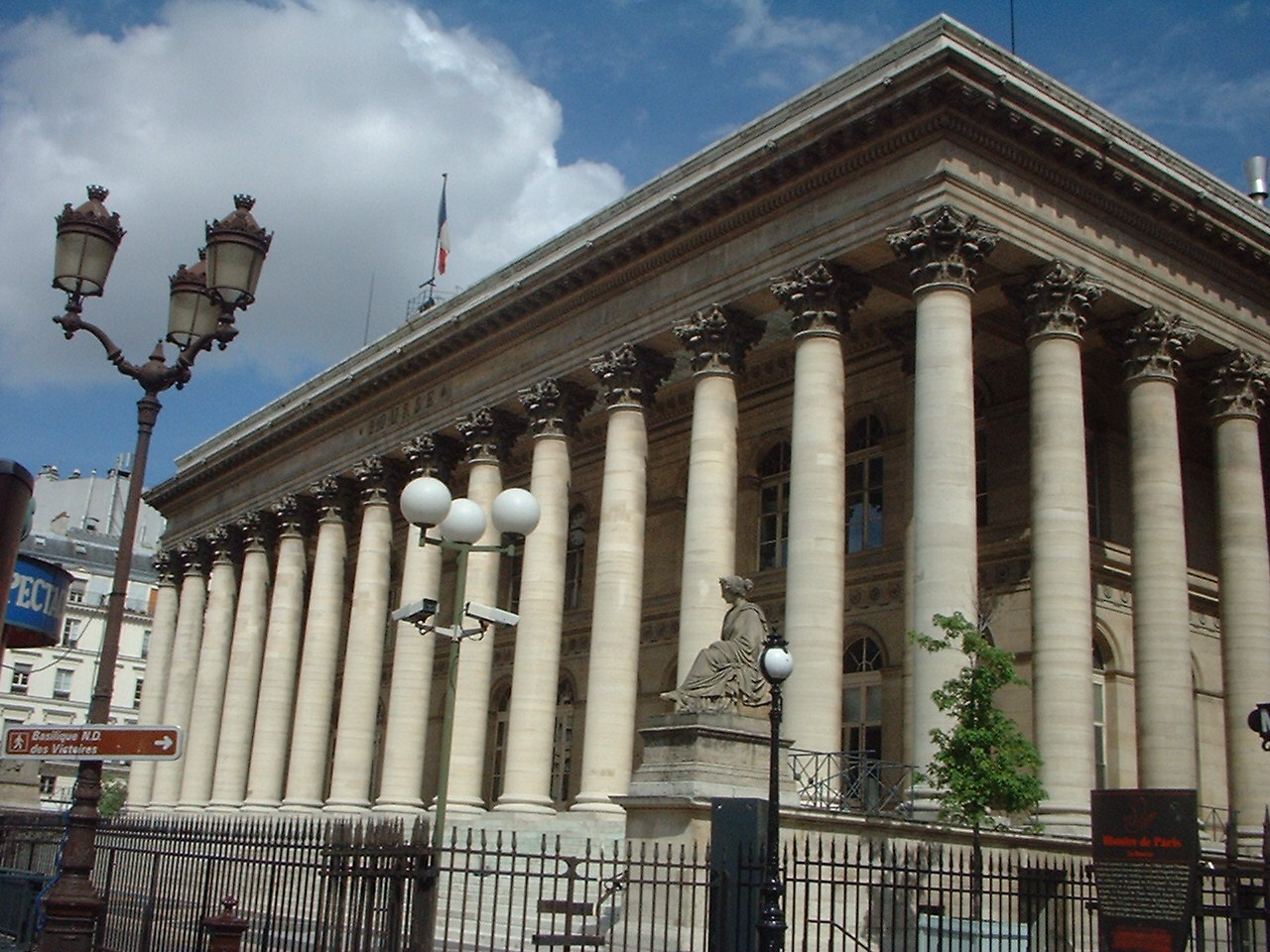
Die Gruppenauslosung der Rugby-Union-Weltmeisterschaft 2023 fand am 14. Dezember 2020 im Pariser Palais Brongniart statt

Die Vorrunde, bzw. Gruppenphase, umfasste 20 Nationalmannschaften, die in vier Gruppen zu je fünf Teams eingeteilt wurden mit demselben Turnierformat wie 2003, 2007, 2011, 2015 und 2019. Am 14. Dezember 2020, noch während der Qualifikationsphase, wurden im Pariser Palais Brongniart die Gruppen der Weltmeisterschaft ausgelost. Dabei waren die Teilnehmer auf fünf Töpfe verteilt. Ausschlaggebend für die ersten drei Töpfe mit den bereits qualifizierten Mannschaften war zum Zeitpunkt die Platzierung in der World-Rugby-Weltrangliste am 1. Januar 2020. Ursprünglich war als Lostag der 30. November 2020 vorgesehen, dem traditionellen Datum nach den ersten End-of-year Internationals im November nach der vorhergehenden Weltmeisterschaft.
Das Lossystem der vorhergehenden Weltmeisterschaften, bei dem die zwölf automatischen Qualifikanten der WM 2019 am Lostag ihren jeweiligen Töpfen zugelost wurden, wurde beibehalten:
- Topf 1: Die vier besten gesetzten Teams
- Topf 2: Die vier zweitbesten gesetzten Teams
- Topf 3: Die vier hintersten automatischen Qualifikanten

Die zwei anderen Töpfe beinhalteten die acht qualifizierenden Mannschaften, wobei sich deren Zuordnung aus der vorhergehenden Weltmeisterschaft ergab:
- Topf 4: Ozeanien, Europa 1, Amerika 1, Play-off-Gewinner
- Topf 5: Afrika 1, Europa 2, Amerika 2, Repechage-Gewinner

Für die Auslosung am 14. Dezember 2020 ergaben sich die folgenden Töpfe (in Klammern der jeweilige World Rugby-Rang vor der Auslosung):
| Topf 1                                                     | Topf 2                                                     | Topf 3                                                            | Topf 4                                                                                           | Topf 5                                                                                             |
| ---------------------------------------------------------- | ---------------------------------------------------------- | ----------------------------------------------------------------- | ------------------------------------------------------------------------------------------------ | -------------------------------------------------------------------------------------------------- |
| - Südafrika (1) - Neuseeland (2) - England (3) - Wales (4) | - Irland (5) - Australien (6) - Frankreich (7) - Japan (8) | - Schottland (9) - Argentinien (10) - Fidschi (11) - Italien (12) | - Ozeanien 1 ( Samoa) - Europa 1 ( Georgien) - Amerika 1 ( Uruguay) - Play-off-Gewinner ( Tonga) | - Afrika 1 ( Namibia) - Europa 2 ( Rumänien) - Amerika 2 ( Chile) - Repechage-Gewinner ( Portugal) |

Nach der Auslosung am 14. Dezember 2020 ergaben sich die folgenden Gruppen:
| Gruppe A                                      | Gruppe B                                   | Gruppe C                                   | Gruppe D                              |
| --------------------------------------------- | ------------------------------------------ | ------------------------------------------ | ------------------------------------- |
| Neuseeland Frankreich Italien Uruguay Namibia | Südafrika Irland Schottland Tonga Rumänien | Wales Australien Fidschi Georgien Portugal | England Japan Argentinien Samoa Chile |

Die frühe Auslosung (etwa drei Jahre vor Beginn des Turnieres) wurde kritisiert. Seitdem durchlief die Rangliste erhebliche Veränderungen, wonach Gruppe B drei der fünf besten Mannschaften enthielt (Irland (1), Südafrika (2) und Schottland (5)), während Frankreich (3) und Neuseeland (4) zur Gruppe A gehörten. Die bestplatzierte Mannschaft in Gruppe C war Fidschi (7) mit vier der zwölf besten Mannschaften in derselben Gruppe. Nach der Kritik versprach World Rugbys Chief Executive Officer Alan Gilpin, dass die Auslosung zukünftiger Weltmeisterschaften ausgeglichener sein werde. Zum vierten Mal in fünf aufeinander folgenden Turnieren wurden Australien, Fidschi und Wales derselben Gruppe zugelost (mit Ausnahme der WM 2011, obschon Fidschi und Wales dort ebenfalls in einer Gruppe waren). Die frühe Auslosung wurde mit mehr Zeit für die Reiseplanungen der Fans begründet.

### Vorrunde

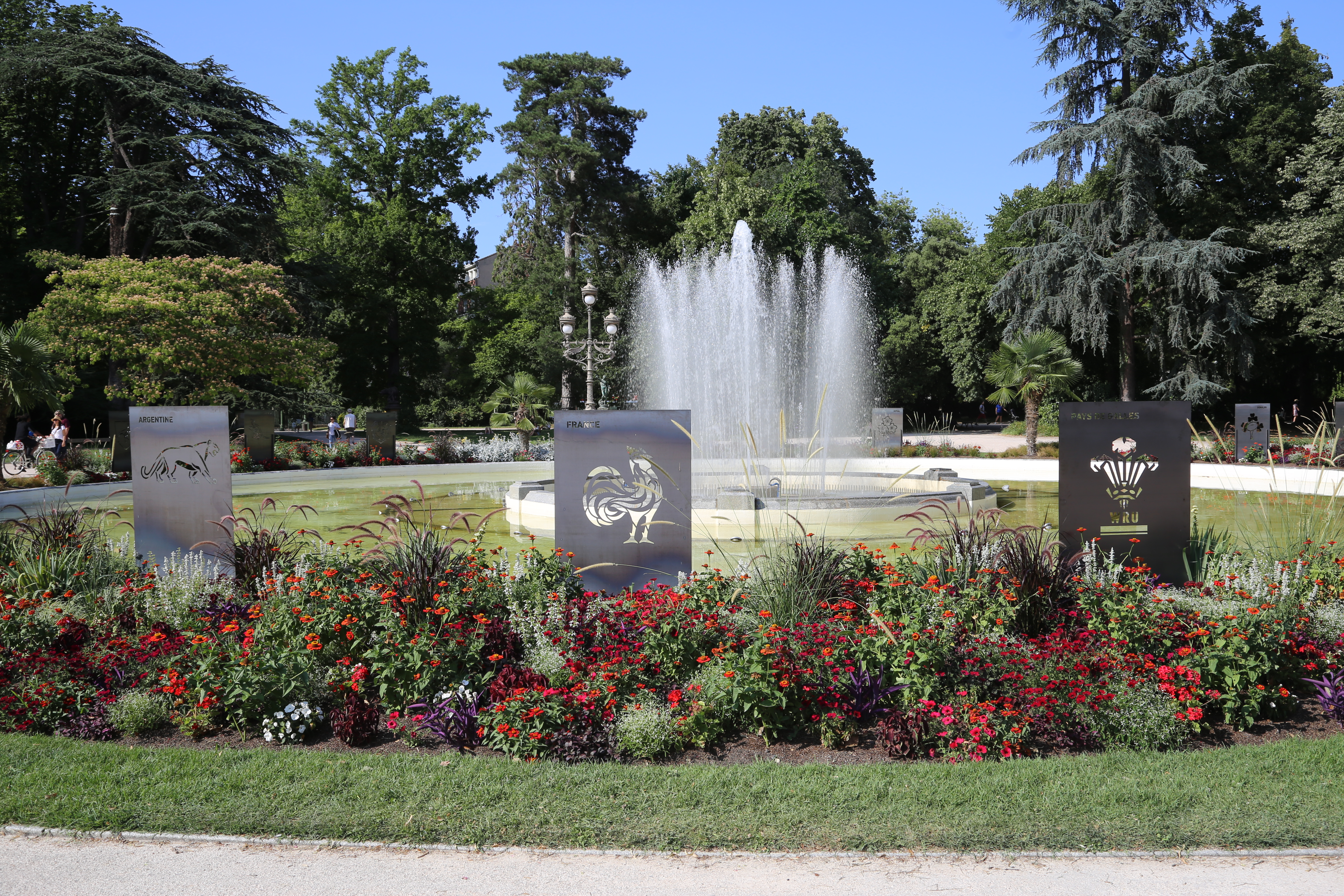
Der Springbrunnen im Grand Rond von Toulouse mit Metallplatten für die 20 Turnierteilnehmer

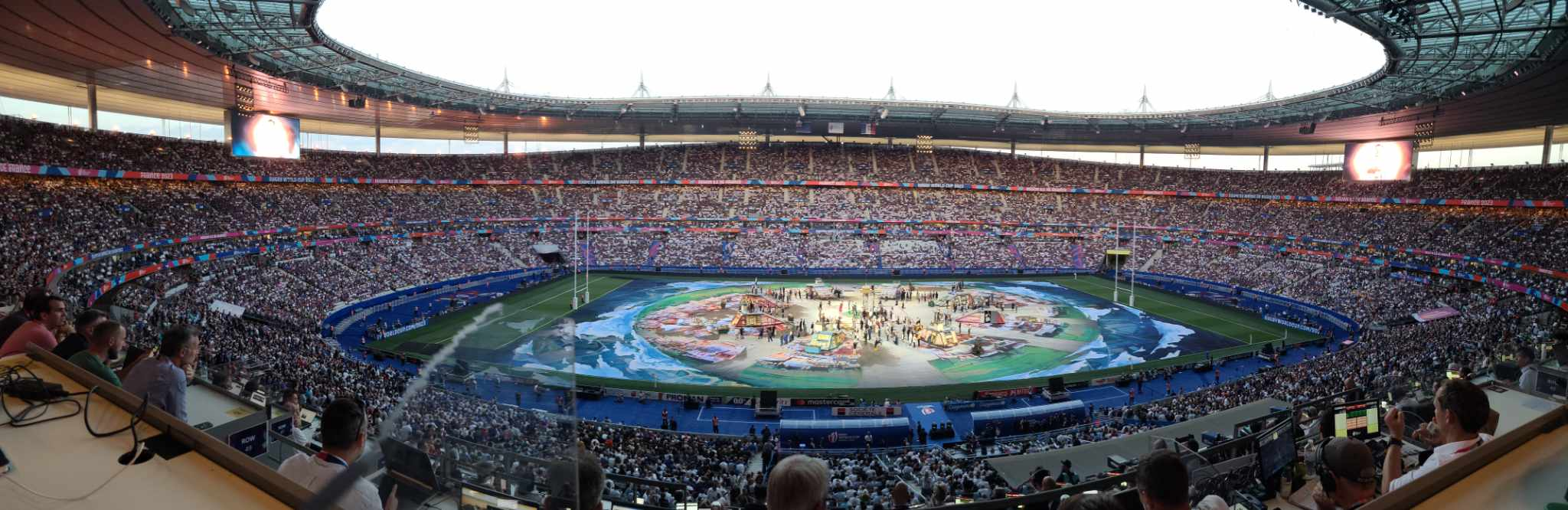
Szene während der Eröffnungszeremonie

Wie bei den Weltmeisterschaften 2003, 2007, 2011, 2015 und 2019 waren die 20 für die WM 2023 qualifizierten Mannschaften in vier Vorrundengruppen eingeteilt. Die Gruppen waren eingeteilt von Gruppe A bis Gruppe D zu je fünf Teilnehmern. Jede Gruppe enthielt drei der automatisch qualifizierten Teams von der WM 2019, während sich die übrigen zwei Plätze aus der Qualifikation ergaben. Jede Mannschaft bestritt ein Spiel gegen jede andere Mannschaft in derselben Gruppe, demzufolge absolvierte jedes Team vier Spiele in der Vorrunde. Die Mannschaften auf den Plätzen 1 und 2 qualifizierten sich für das Viertelfinale. Die drittplatzierten Mannschaften sicherten sich die Teilnahmeberechtigung für die WM 2027.
Die Punkteverteilung in der Vorrunde erfolgte nach folgendem System:
- 4 Punkte bei einem Sieg
- 2 Punkte bei einem Unentschieden
- 0 Punkte bei einer Niederlage (vor möglichen Bonuspunkten)
- 1 Bonuspunkt für vier oder mehr Versuche, unabhängig vom Endstand
- 1 Bonuspunkt bei einer Niederlage mit sieben oder weniger Spielpunkten Unterschied[59]

Bei Punktgleichheit von zwei oder mehr Mannschaften wurde die bessere Tabellenposition nacheinander nach folgenden Kriterien ermittelt:
1. Sieger der Direktbegegnung zwischen zwei punktgleichen Mannschaften
2. Bessere Differenz bei den Spielpunkten
3. Bessere Differenz bei den Versuchen
4. Höhere Anzahl der Spielpunkte
5. Höhere Anzahl der Versuche
6. Bessere Platzierung in der World-Rugby-Weltrangliste[59]

### Finalrunde
Ab dieser Phase nahm das Turnier ein K.-o.-System an bestehend aus acht Spielen: vier Viertelfinals, zwei Halbfinals, ein Spiel um Platz 3 und das Finale.
Die Gruppenersten und -zweiten erreichten jeweils die Finalrunde. Dabei trafen die Gruppenersten im Viertelfinale auf die Gruppenzweiten der anderen Gruppe, beispielsweise traf der Erste der Gruppe A auf den Zweiten der Gruppe B und der Erste der Gruppe B auf den Zweiten der Gruppe A. Teams aus derselben Gruppe konnten erst wieder im Spiel um Platz 3 oder dem Finale aufeinandertreffen.
Die Finalrunde begann mit den Viertelfinalspielen. Jedes Spiel musste zwingend mit einem Sieg enden. Stand es in einer Begegnung nach der regulären Spielzeit von 80 Minuten unentschieden, folgte eine Verlängerung von 2 × 10 Minuten. War noch immer kein Sieger ermittelt, gab es eine weitere Verlängerung von zehn Minuten Dauer mit Sudden Death. Wenn auch nach insgesamt 110 Minuten immer noch kein Sieger feststand, wurde der Sieger in einem Platztrittschießen zu den Torstangen bestimmt.

### Einfluss auf die WM-Qualifikation 2027
Wie bei der WM 2007, 2011, 2015 und 2019 qualifizierten sich die besten drei Mannschaften jeder Gruppe direkt für die darauf folgende Weltmeisterschaft 2027 in Australien. Diese waren Argentinien, Australien, England, Fidschi, Frankreich, Irland, Italien, Japan, Neuseeland, Schottland, Südafrika und Wales.

## Eintrittskarten und Sponsoring
Insgesamt 2,6 Millionen Eintrittskarten für die Weltmeisterschaft wurden in drei Phasen verkauft; die meisten für eine Rugby-Union-Weltmeisterschaft bislang. Die erste Verkaufsphase begann im März 2021 und die letzte 2022. Am 24. Januar 2023 wurde auf der Website des Veranstalters eine offizielle Resale-Plattform für private Käufer eingerichtet. Am 31. Mai 2023, genau 100 Tage vor Beginn des Turnieres, verkündete World Rugby, dass bereits etwa 2,5 Millionen Eintrittskarten verkauft worden seien, was den bisherigen Rekord der WM 2015 übertrifft. In der Gruppenphase erreichte die Zuschauerzahl die Marke von 1,8 Millionen und übertraf damit den Rekord des Turnieres 2019. Insgesamt wurden fast 2,4 Millionen Eintrittskarten verkauft, womit das Turnier das Niveau von 2,5 Millionen Karten der Weltmeisterschaft 2015 erreichte und die 1,7 Millionen Tickets der Weltmeisterschaft 2019 übertraf.
| Weltweite Partner       | Asahi, Capgemini, Emirates, Land Rover, Mastercard und Société Générale. |
| Offizielle Partner      | GL events, GMF, Loxam, Orange, PROMAN, SNCF, TotalEnergies und Vivendi. |
| Offizielle Ausrüster    | Andros (Lebensmittel), BKT Ltd. (Reifen), Canon (Kameras), Eden Park (Bekleidung), EF Education First (Sprachunterricht), Facebook (soziale Medien), Geodis (Logistik), Gilbert (Rugbybälle) Hewlett-Packard, Invivo (Feinkost), Macron (Sportausrüstung), Mitsubishi Electric (Industrietechnik), Taisho Pharmaceutical und Tudor (Uhren). |
| Offizielle Unterstützer | Accor, Aramis Rugby, France Pare-brise, Groupe Casino, Koesio, PPA Business School, RATP, Sage und Volvic. |

## Beteiligte

### Offizielle
World Rugby benannte die folgenden zwölf Schiedsrichter, sieben Linienrichter und erstmals ein vergrößertes Team von sieben Video-Schiedsrichtern für die 48 Spiele. Zum Team gehörte Wayne Barnes, der als erster Schiedsrichter bei seiner fünften Weltmeisterschaft Spiele leitete, während Nika Amaschukeli der erste georgische Schiedsrichter bei einer Weltmeisterschaft und seit der Professionalisierung des Sports der erste Schiedsrichter aus einem Spielstärke-Zwei-Land war. Matthew Carley, Karl Dickson und Andrew Brace debütierten als Schiedsrichter und Joy Neville leitete als erste Frau Spiele bei einer Weltmeisterschaft der Männer.
| Verband                       | Name             |
| ----------------------------- | ---------------- |
| Sakartwelos ragbis kawschiri  | Nika Amaschukeli |
| Rugby Football Union          | Wayne Barnes     |
| Rugby Australia               | Nic Berry        |
| Irish Rugby Football Union    | Andrew Brace     |
| Rugby Football Union          | Matthew Carley   |
| Rugby Football Union          | Karl Dickson     |
| Rugby Australia               | Angus Gardner    |
| New Zealand Rugby             | Ben O’Keeffe     |
| Rugby Football Union          | Luke Pearce      |
| South African Rugby Union     | Jaco Peyper      |
| Fédération française de rugby | Mathieu Raynal   |
| New Zealand Rugby             | Paul Williams    |

| Verband                       | Name              |
| ----------------------------- | ----------------- |
| Irish Rugby Football Union    | Chris Busby       |
| Fédération française de rugby | Pierre Brousset   |
| New Zealand Rugby             | James Doleman     |
| Welsh Rugby Union             | Craig Evans       |
| Federazione Italiana Rugby    | Andrea Piardi     |
| Rugby Football Union          | Christophe Ridley |
| Rugby Australia               | Jordan Way        |

| Verband                    | Name              |
| -------------------------- | ----------------- |
| Rugby Australia            | Brett Cronan      |
| Rugby Football Union       | Tom Foley         |
| South African Rugby Union  | Marius Jonker     |
| Irish Rugby Football Union | Brian MacNeice    |
| Irish Rugby Football Union | Joy Neville       |
| New Zealand Rugby          | Brendon Pickerill |
| Welsh Rugby Union          | Ben Whitehouse    |

### Mannschaften
Jedes Team konnte 33 Spieler für das Turnier nominieren. Die Mannschaftslisten mussten bis zum 28. August 2023 World Rugby vorgelegt werden. Zum Schutz der Spielergesundheit kündigte World Rugby an, die Anzahl zugelassener Spieler je Mannschaft erstmals in der Turniergeschichte von 31 auf 33 zu erhöhen, demzufolge nahmen insgesamt 660 Spieler an dem Turnier teil.
Statistisch war Neuseeland die Mannschaft mit dem höchsten Durchschnitt Test Matches pro Spieler (46), darunter der Spieler mit den meisten Test Matches Sam Whitelock (146).
Den höchsten Altersdurchschnitt hatte die südafrikanische Mannschaft mit einem Durchschnitt von 29,8 Jahren, während Australien mit einem Durchschnitt von 25,8 Jahren die jüngste Mannschaft war und den jüngsten Spieler des Turnieres in ihren Reihen hatte: Max Jorgensen, der am 2. September seinen 19. Geburtstag feierte, sechs Tage vor Turnierbeginn. Der älteste Spieler war der Namibier Pieter-Jan van Lill mit 39 Jahren, der an seiner vierten Weltmeisterschaft teilnahm.
Der chilenische Klub Selknam stellte 30 chilenische Spieler zur Verfügung, womit er der professionelle Klub mit den meisten Spielern bei dem Turnier war. Darauf folgte Moana Pasifika mit 19 berufenen Spielern: zehn Samoaner und neun Tongaer. Danach folgten drei Klubs mit 18 Spielern: Benetton Rugby Treviso, Leinster und Peñarol Rugby. Stade Toulousain war der französische Klub mit den meisten Spielern bei diesem Turnier (17).
161 der berufenen Spieler wurden im Ausland geboren, 17 mehr als bei der Weltmeisterschaft 2019; nur Argentinien, Namibia und Südafrika hatten keine im Ausland geborenen Spieler im Kader. Im Ausland geborene Spieler durften aufgrund der Herkunft ihrer Eltern oder Großeltern berufen werden, es genügte aber auch ein ununterbrochener Aufenthalt von fünf Jahren im jeweiligen Land. Außerdem ermöglichte es World Rugby im November 2021 Spieler, für eine andere Nationalmannschaft zu spielen, wenn sie drei Jahre lang nicht für ihre ursprüngliche Nationalmannschaft berufen wurden. Dafür mussten sie jedoch in dem jeweiligen Land geboren sein bzw. dort geborene Eltern oder Großeltern haben. Von dieser neuen Regel profitierten vor allem Samoa und Tonga, erstgenanntes konnte unter anderem Charlie Faumuina und Christian Lealiʻifano berufen und letztgenanntes Adam Coleman und Malakai Fekitoa, Spieler, die zuvor bereits für andere Nationalmannschaften an Weltmeisterschaften teilgenommen hatten.

## Vorrunde

### Gruppe A
|    | Land       | Spiele | Siege | Unent. | Ndlg. | Spiel- punkte | Diff. | Bonus- punkte | Punkte |
| -- | ---------- | ------ | ----- | ------ | ----- | ------------- | ----- | ------------- | ------ |
| 1. | Frankreich | 4      | 4     | 0      | 0     | 210:32        | + 178 | 2             | 18     |
| 2. | Neuseeland | 4      | 3     | 0      | 1     | 253:47        | + 206 | 3             | 15     |
| 3. | Italien    | 4      | 2     | 0      | 2     | 114:181       | − 67  | 2             | 10     |
| 4. | Uruguay    | 4      | 1     | 0      | 3     | 65:164        | − 99  | 1             | 5      |
| 5. | Namibia    | 4      | 0     | 0      | 4     | 37:255        | − 218 | 0             | 0      |

| 8. September 2023 | Frankreich | 27 : 13 | Neuseeland | Stade de France, Saint-Denis |
| 8. September 2023 |            |         |            | Stade de France, Saint-Denis |

| 9. September 2023 | Italien | 52 : 8 | Namibia | Stade Geoffroy-Guichard, Saint-Étienne |
| 9. September 2023 |         |        |         | Stade Geoffroy-Guichard, Saint-Étienne |

| 14. September 2023 | Frankreich | 27 : 12 | Uruguay | Stade Pierre-Mauroy, Villeneuve-d’Ascq |
| 14. September 2023 |            |         |         | Stade Pierre-Mauroy, Villeneuve-d’Ascq |

| 15. September 2023 | Neuseeland | 71 : 3 | Namibia | Stadium de Toulouse, Toulouse |
| 15. September 2023 |            |        |         | Stadium de Toulouse, Toulouse |

| 20. September 2023 | Italien | 38 : 17 | Uruguay | Stade de Nice, Nizza |
| 20. September 2023 |         |         |         | Stade de Nice, Nizza |

| 21. September 2023 | Frankreich | 96 : 0 | Namibia | Stade Vélodrome, Marseille |
| 21. September 2023 |            |        |         | Stade Vélodrome, Marseille |

| 27. September 2023 | Uruguay | 36 : 26 | Namibia | Parc Olympique Lyonnais, Décines-Charpieu |
| 27. September 2023 |         |         |         | Parc Olympique Lyonnais, Décines-Charpieu |

| 29. September 2023 | Neuseeland | 96 : 17 | Italien | Parc Olympique Lyonnais, Décines-Charpieu |
| 29. September 2023 |            |         |         | Parc Olympique Lyonnais, Décines-Charpieu |

| 5. Oktober 2023 | Neuseeland | 73 : 0 | Uruguay | Parc Olympique Lyonnais, Décines-Charpieu |
| 5. Oktober 2023 |            |        |         | Parc Olympique Lyonnais, Décines-Charpieu |

| 6. Oktober 2023 | Frankreich | 60 : 7 | Italien | Parc Olympique Lyonnais, Décines-Charpieu |
| 6. Oktober 2023 |            |        |         | Parc Olympique Lyonnais, Décines-Charpieu |

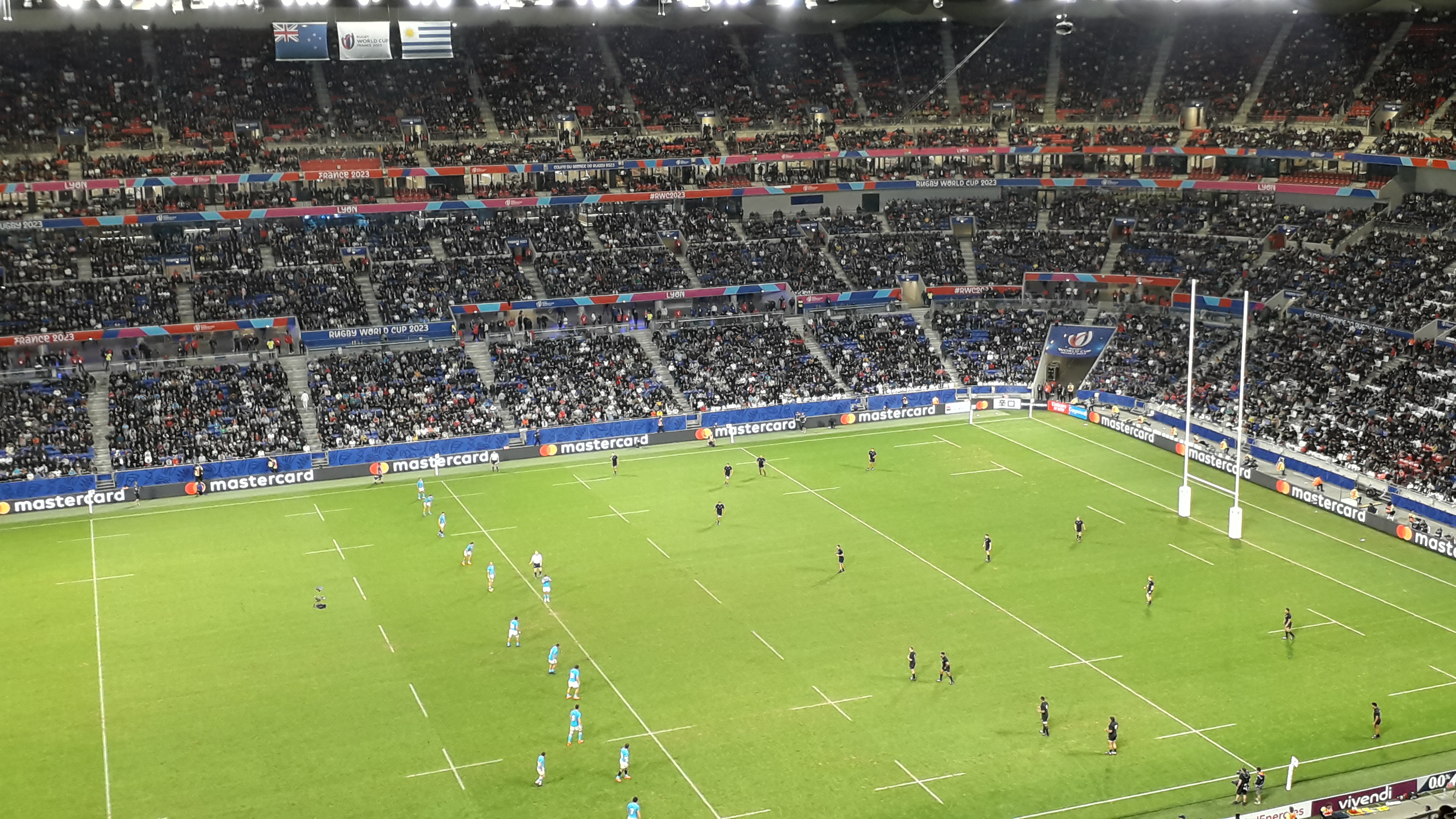
Spiel zwischen Neuseeland und Uruguay am 5. Oktober

Frankreich gewann das Eröffnungsspiel gegen Neuseeland mit 27:13. Somit verloren die All Blacks erstmals überhaupt ein Gruppenspiel bei einer Weltmeisterschaft.[5] Immerhin erzielte Mark Telea für Neuseeland nach zwei Minuten den ersten Versuch, was der schnellste Versuch in einem WM-Eröffnungsspiel ist. Am nächsten Tag gewann Italien sein erstes Spiel gegen Namibia weitgehend mühelos mit 52:8. Am 14. September bestritt Uruguay sein erstes Spiel des Turniers gegen Frankreich, das der Gastgeber mit 27:12 für sich entschied. Einen Tag später revanchierte sich Neuseeland für die Auftaktniederlage mit elf Versuchen zum 71:3-Sieg über Namibia, obwohl Ethan de Groot wegen eines gefährlichen Zusammenstoßes die rote Karte sah. Trotz eines 7:17-Halbzeitrückstands setzte sich Italien am 20. September mit 38:17 gegen Uruguay durch. Frankreich wiederum feierte einen Tag später mit einem 96:0-Sieg über Namibia seinen bisher höchsten Sieg überhaupt und stand damit kurz vor der Qualifikation für die K.o.-Phase, während Namibia aus dem Turnier ausschied. Allerdings erlitt der französische Kapitän Antoine Dupont einen Oberkiefer- und Jochbeinbruch. Der Verursacher, der namibische Kapitän Johan Deysel, erhielt dafür eine rote Karte.
Am 27. September ging Namibia mit zwei frühen Versuchen zwar in Führung, doch in der zweiten Halbzeit konnte Uruguay das Spiel drehen und gewann mit 36:26. Zwei Tage darauf war Neuseeland gegen Italien in jeder Hinsicht souverän; den All Blacks gelangen nicht weniger als 14 Versuche, wobei Aaron Smith beim 96:17-Sieg bereits nach 34 Minuten einen Hattrick schaffte. Damit stand auch Neuseeland vor dem Viertelfinaleinzug. In der letzten Spielwoche der Gruppe standen sich Neuseeland und Uruguay gegenüber. Angetrieben von Damian McKenzie, dem je zwei Versuche und Erhöhungen gelangen, gewannen die All Blacks diskussionslos mit 73:0 und qualifizierten sich damit für das Viertelfinale, während Uruguay ausschied. In der Gruppe A blieb nur noch das letzte Spiel zwischen Frankreich und Italien, um zu entscheiden, wer mit Neuseeland in die K.o.-Phase einzieht. Beiden Mannschaften war ein Platz unter den ersten drei sicher, was bedeutete, dass sie für die Weltmeisterschaft 2027 bereits qualifiziert waren. Die Franzosen bezwangen die Italiener deutlich mit 60:7 und standen damit als Gruppensieger fest.

### Gruppe B
|    | Land       | Spiele | Siege | Unent. | Ndlg. | Spiel- punkte | Diff. | Bonus- punkte | Punkte |
| -- | ---------- | ------ | ----- | ------ | ----- | ------------- | ----- | ------------- | ------ |
| 1. | Irland     | 4      | 4     | 0      | 0     | 190:46        | + 144 | 3             | 19     |
| 2. | Südafrika  | 4      | 3     | 0      | 1     | 151:34        | + 117 | 3             | 15     |
| 3. | Schottland | 4      | 2     | 0      | 2     | 146:71        | + 75  | 2             | 10     |
| 4. | Tonga      | 4      | 1     | 0      | 3     | 96:177        | − 81  | 1             | 5      |
| 5. | Rumänien   | 4      | 0     | 0      | 4     | 32:287        | − 255 | 0             | 0      |

| 9. September 2023 | Irland | 82 : 8 | Rumänien | Stade de Bordeaux, Bordeaux |
| 9. September 2023 |        |        |          | Stade de Bordeaux, Bordeaux |

| 10. September 2023 | Südafrika | 18 : 3 | Schottland | Stade Vélodrome, Marseille |
| 10. September 2023 |           |        |            | Stade Vélodrome, Marseille |

| 16. September 2023 | Irland | 59 : 16 | Tonga | Stade de la Beaujoire, Nantes |
| 16. September 2023 |        |         |       | Stade de la Beaujoire, Nantes |

| 17. September 2023 | Südafrika | 76 : 0 | Rumänien | Stade de Bordeaux, Bordeaux |
| 17. September 2023 |           |        |          | Stade de Bordeaux, Bordeaux |

| 23. September 2023 | Südafrika | 8 : 13 | Irland | Stade de France, Saint-Denis |
| 23. September 2023 |           |        |        | Stade de France, Saint-Denis |

| 24. September 2023 | Schottland | 45 : 17 | Tonga | Stade de Nice, Nizza |
| 24. September 2023 |            |         |       | Stade de Nice, Nizza |

| 30. September 2023 | Schottland | 84 : 0 | Rumänien | Stade Pierre-Mauroy, Villeneuve-d’Ascq |
| 30. September 2023 |            |        |          | Stade Pierre-Mauroy, Villeneuve-d’Ascq |

| 1. Oktober 2023 | Südafrika | 49 : 18 | Tonga | Stade Vélodrome, Marseille |
| 1. Oktober 2023 |           |         |       | Stade Vélodrome, Marseille |

| 7. Oktober 2023 | Irland | 36 : 14 | Schottland | Stade de France, Saint-Denis |
| 7. Oktober 2023 |        |         |            | Stade de France, Saint-Denis |

| 8. Oktober 2023 | Tonga | 45 : 24 | Rumänien | Stade Pierre-Mauroy, Villeneuve-d’Ascq |
| 8. Oktober 2023 |       |         |          | Stade Pierre-Mauroy, Villeneuve-d’Ascq |

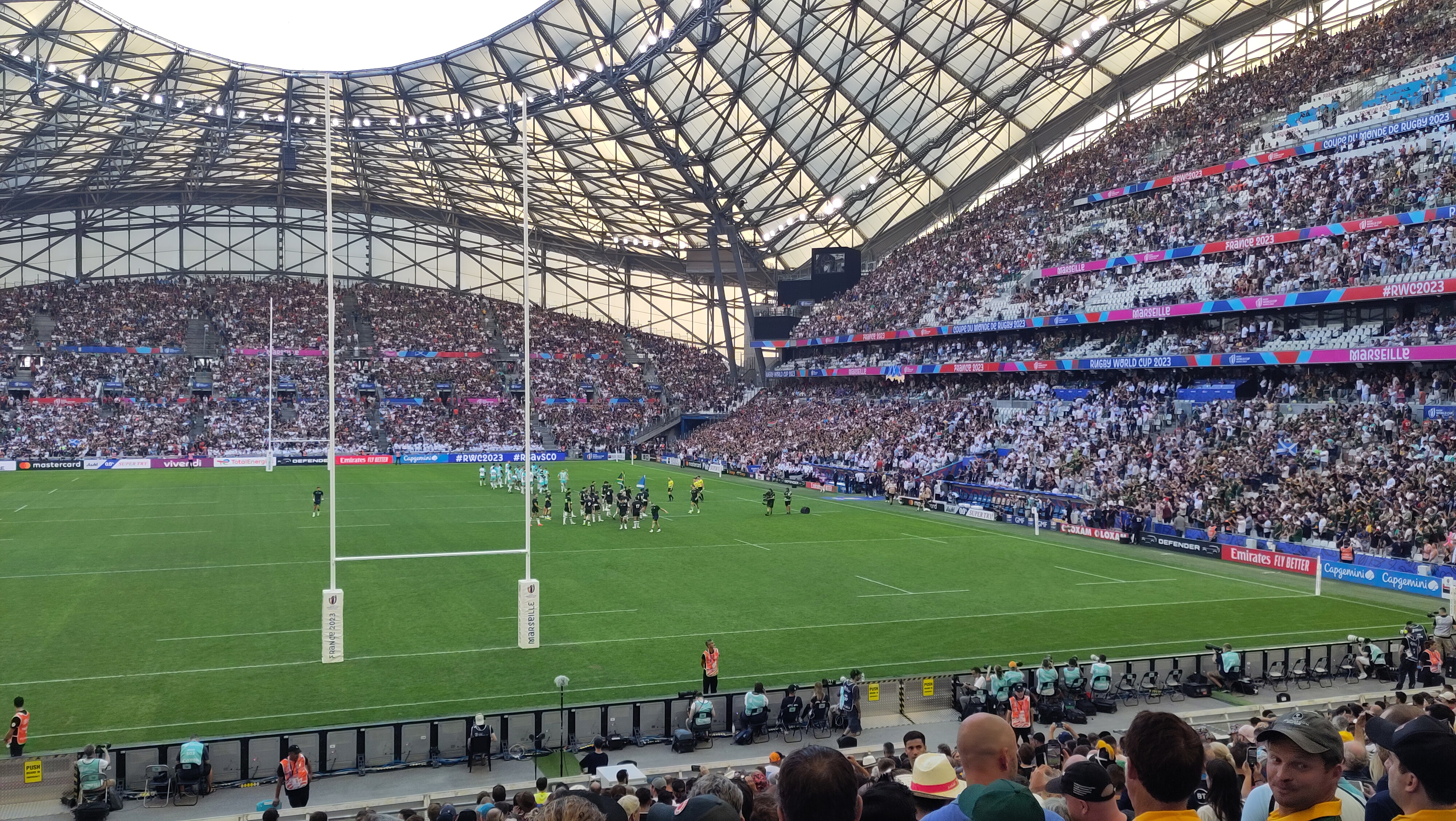
Spiel zwischen Südafrika und Schottland am 10. September

Irland, der Erstplatzierte der Weltrangliste, begann mit einem überzeugenden 82:8-Sieg gegen Rumänien, wobei acht verschiedene Spieler insgesamt zwölf Versuche erzielten. Im zweiten Gruppenspiel setzte sich Titelverteidiger Südafrika mit 18:3 gegen Schottland durch. Am 16. September bestätigten die Iren ihren beeindruckenden Turnierstart mit einem ungefährdeten 59:16-Sieg gegen Tonga; dabei wurde Jonathan Sexton zum besten irischen Skorer der Geschichte. Am Tag darauf doppelten auch die Südafrikaner mit einer überragenden Leistung nach, als sie Rumänien mit 76:0 schlugen; während dieser Partie gelang sowohl Cobus Reinach als auch Makazole Mapimpi ein Hattrick. Irland und Südafrika trafen am 23. September aufeinander. In einer sehr defensiv geführten Partie setzte sich Irland mit 13:8 durch und übernahm damit die Tabellenspitze. Am nächsten Tag besiegte Schottland Tonga mit 45:17, um die Hoffnungen auf das Weiterkommen in die K.o.-Phase aufrechtzuerhalten, während Tonga nun am Rande des Ausscheidens stand. Am 30. September schlug Schottland Rumänien mit 84:0, womit die Osteuropäer keine Chance auf das Weiterkommen mehr hatten. Von den zwölf schottischen Versuchen erzielte Darcy Graham deren vier. In der Tabelle schoben sich die Schotten zwischen die spielfreien Iren und die Südafrikaner.
Am 2. Oktober bestritt Südafrika sein letztes Gruppenspiel und hatte nach dem 49:18-Sieg gegen Tonga die Qualifikation für die K.-o.-Phase so gut wie sicher, während Tonga nun endgültig ausgeschieden war. Vor dem letzten Spielwochenende würde somit die Partie Irland gegen Schottland darüber entscheiden, wer die beiden ersten Plätze belegt. Diese fand am 7. Oktober statt. Mit sieben Versuchen – darunter einem durch James Lowe nur 70 Sekunden nach Spielbeginn – setzten sich die Iren mit 36:14 durch. Damit standen Irland als Gruppensieger und Südafrika als Zweitplatzierter fest, während das drittplatzierte Schottland aus dem Turnier ausschied, sich aber einen Startplatz für die Weltmeisterschaft 2027 sicherte. Das letzte Gruppenspiel zwischen Tonga und Rumänien war bedeutungslos; die Tongaer setzten sich mit 45:24 durch und belegten den vierten Schlussrang, während die allgemein enttäuschenden Rumänen mit dem letzten Platz vorlieb nehmen mussten.

### Gruppe C
|    | Land       | Spiele | Siege | Unent. | Ndlg. | Spiel- punkte | Diff. | Bonus- punkte | Punkte |
| -- | ---------- | ------ | ----- | ------ | ----- | ------------- | ----- | ------------- | ------ |
| 1. | Wales      | 4      | 4     | 0      | 0     | 143:59        | + 84  | 3             | 19     |
| 2. | Fidschi    | 4      | 2     | 0      | 2     | 88:83         | + 5   | 3             | 11     |
| 3. | Australien | 4      | 2     | 0      | 2     | 90:91         | − 1   | 3             | 11     |
| 4. | Portugal   | 4      | 1     | 1      | 2     | 64:103        | − 39  | 0             | 6      |
| 5. | Georgien   | 4      | 0     | 1      | 3     | 64:113        | − 49  | 1             | 3      |

| 9. September 2023 | Australien | 35 : 15 | Georgien | Stade de France, Saint-Denis |
| 9. September 2023 |            |         |          | Stade de France, Saint-Denis |

| 10. September 2023 | Wales | 32 : 26 | Fidschi | Stade de Bordeaux, Bordeaux |
| 10. September 2023 |       |         |         | Stade de Bordeaux, Bordeaux |

| 16. September 2023 | Wales | 28 : 8 | Portugal | Stade de Nice, Nizza |
| 16. September 2023 |       |        |          | Stade de Nice, Nizza |

| 17. September 2023 | Australien | 15 : 22 | Fidschi | Stade Geoffroy-Guichard, Saint-Étienne |
| 17. September 2023 |            |         |         | Stade Geoffroy-Guichard, Saint-Étienne |

| 23. September 2023 | Georgien | 18 : 18 | Portugal | Stadium de Toulouse, Toulouse |
| 23. September 2023 |          |         |          | Stadium de Toulouse, Toulouse |

| 24. September 2023 | Wales | 40 : 6 | Australien | Parc Olympique Lyonnais, Décines-Charpieu |
| 24. September 2023 |       |        |            | Parc Olympique Lyonnais, Décines-Charpieu |

| 30. September 2023 | Fidschi | 17 : 12 | Georgien | Stade de Bordeaux, Bordeaux |
| 30. September 2023 |         |         |          | Stade de Bordeaux, Bordeaux |

| 1. Oktober 2023 | Australien | 34 : 14 | Portugal | Stade Geoffroy-Guichard, Saint-Étienne |
| 1. Oktober 2023 |            |         |          | Stade Geoffroy-Guichard, Saint-Étienne |

| 7. Oktober 2023 | Wales | 43 : 19 | Georgien | Stade de la Beaujoire, Nantes |
| 7. Oktober 2023 |       |         |          | Stade de la Beaujoire, Nantes |

| 8. Oktober 2023 | Fidschi | 23 : 24 | Portugal | Stadium de Toulouse, Toulouse |
| 8. Oktober 2023 |         |         |          | Stadium de Toulouse, Toulouse |

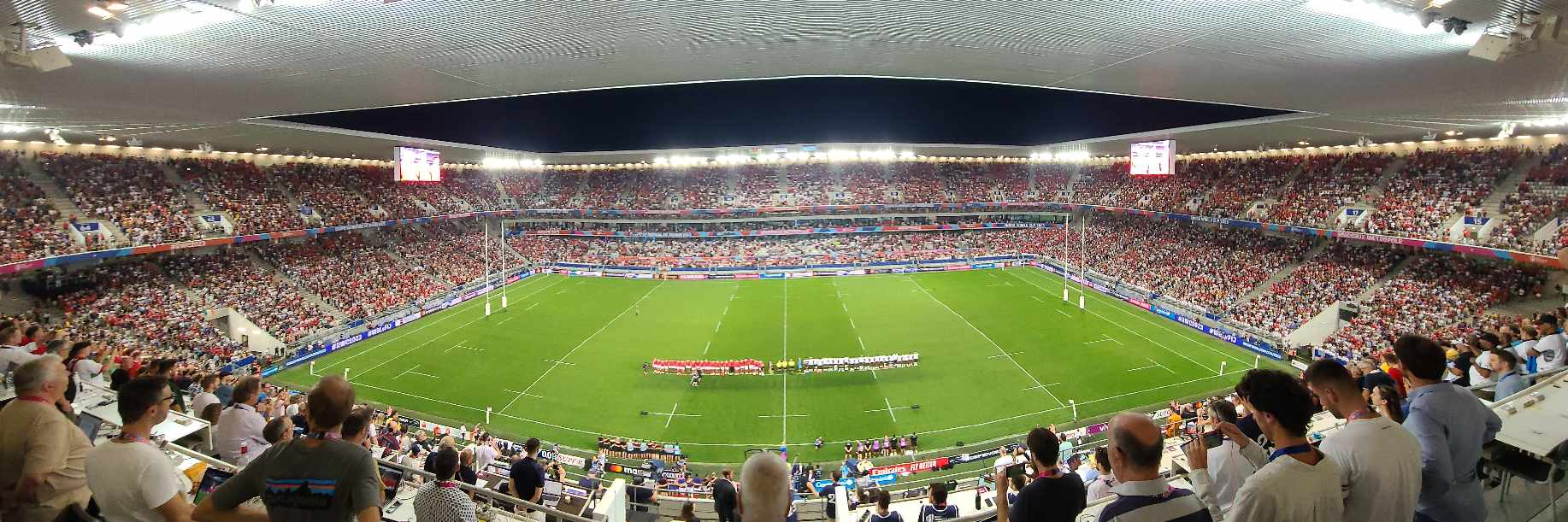
Spiel zwischen Wales und Fidschi am 10. September

Im ersten Spiel der Gruppe C traf Australien auf Georgien und gewann mit 35:15, wobei Ben Donaldson mit zwei Versuchen, drei Erhöhungen und drei Straftritten der überragende Spieler war. Am nächsten Tag setzte sich Wales in einer spannungsgeladenen Begegnung mit 32:26 gegen Fidschi durch. Unmittelbar vor dem Abpfiff hätte Fidschi das Spiel um ein Haar nochmals drehen können, doch Semi Radradra entglitt der Ball kurz vor der gegnerischen Mallinie aus den Händen. Am 16. September stand Portugal in seinem ersten WM-Spiel seit 2007 den Walisern gegenüber und musste sich den Erwartungen entsprechend mit 8:28 geschlagen geben. Am darauffolgenden Tag trafen die Australier in ihrem zweiten Gruppenspiel auf Fidschi und unterlagen völlig überraschend mit 15:22. Es handelte sich um den ersten Erfolg der Fidschianer über die Wallabies seit 1954. Nach einer sechstägigen Spielpause ging es mit der Partie zwischen Georgien und Portugal weiter. Die Portugiesen drehten einen 0:13-Rückstand in einen Fünf-Punkte-Vorsprung, ehe ein später Versuch Georgiens den Ausgleich zum 18:18-Endstand herbeiführte. Unmittelbar vor Spielende misslang den Portugiesen ein Straftritt, so dass ihnen der erste WM-Sieg verwehrt blieb. Am 24. September ließen die Waliser den Australiern keinerlei Chancen und setzten sich mit 40:6 durch, was dem höchsten walisischen Sieg gegen die Wallabies überhaupt entspricht.
Am 30. September, als Fidschi und Georgien aufeinandertrafen, bestand für beide Mannschaften noch die Möglichkeit, neben Wales in die K.-o.-Phase einzuziehen. Fidschi geriet in der ersten Halbzeit zwar in Rückstand, konnte sich aber zurückkämpfen und das Spiel mit 17:12 für sich entscheiden. Die Fidschianer standen somit kurz vor der Qualifikation für das Viertelfinale, während Georgien seine letzte Chance verspielte. Einen Tag später standen sich Australien und Portugal gegenüber, wobei die Wallabies sich mit 34:14 durchsetzten und die schwachen Hoffnungen auf den Einzug in die K.-o.-Phase aufrechterhielten. Vor dem letzten Spielwochenende in der Gruppe, an dem Australien spielfrei hatte, benötigte Fidschi nur einen Punkt aus dem Spiel gegen Portugal, um sich den zweiten Platz zu sichern. Am 7. Oktober bestritten die Waliser ihr letztes Spiel gegen Georgien, das sie dank eines Hattricks von Louis Rees-Zammit mit 43:19 gewannen. Zwischen Fidschi und Portugal fiel die Entscheidung um den zweiten Platz. Zur Halbzeit stand es lediglich 3:3 und in der 51. Minute lag Portugal überraschend mit 17:10 vorne, wodurch Australien qualifiziert gewesen wäre. Zwölf Minuten vor Spielende glich Fidschi aus und erarbeitete sich anschließend mit zwei verwandelten Straftritten einen Sechs-Punkte-Vorsprung. Doch in der letzten Minute gelang Rodrigo Marta ein Versuch, den Samuel Marques zum 24:23-Endstand verwandelte und somit den Portugiesen zu ihrem ersten WM-Sieg überhaupt verhalf. Die Fidschianer erhielten einen Defensiv-Bonuspunkt und waren punktgleich mit Australien. Da sie aber die direkte Begegnung gewonnen hatten, zogen sie in die K.-o.-Runde ein, während die Wallabies erstmals überhaupt in der Vorrunde scheiterten.

### Gruppe D
|    | Land        | Spiele | Siege | Unent. | Ndlg. | Spiel- punkte | Diff. | Bonus- punkte | Punkte |
| -- | ----------- | ------ | ----- | ------ | ----- | ------------- | ----- | ------------- | ------ |
| 1. | England     | 4      | 4     | 0      | 0     | 150:39        | + 111 | 2             | 18     |
| 2. | Argentinien | 4      | 3     | 0      | 1     | 127:69        | + 58  | 2             | 14     |
| 3. | Japan       | 4      | 2     | 0      | 2     | 109:107       | + 2   | 1             | 9      |
| 4. | Samoa       | 4      | 1     | 0      | 3     | 92:75         | + 17  | 3             | 7      |
| 5. | Chile       | 4      | 0     | 0      | 4     | 27:215        | − 188 | 0             | 0      |

| 9. September 2023 | England | 27 : 10 | Argentinien | Stade Vélodrome, Marseille |
| 9. September 2023 |         |         |             | Stade Vélodrome, Marseille |

| 10. September 2023 | Japan | 42 : 12 | Chile | Stadium de Toulouse, Toulouse |
| 10. September 2023 |       |         |       | Stadium de Toulouse, Toulouse |

| 16. September 2023 | Samoa | 43 : 10 | Chile | Stade de Bordeaux, Bordeaux |
| 16. September 2023 |       |         |       | Stade de Bordeaux, Bordeaux |

| 17. September 2023 | England | 34 : 12 | Japan | Stade de Nice, Nizza |
| 17. September 2023 |         |         |       | Stade de Nice, Nizza |

| 22. September 2023 | Argentinien | 19 : 10 | Samoa | Stade Geoffroy-Guichard, Saint-Étienne |
| 22. September 2023 |             |         |       | Stade Geoffroy-Guichard, Saint-Étienne |

| 23. September 2023 | England | 71 : 0 | Chile | Stade Pierre-Mauroy, Villeneuve-d’Ascq |
| 23. September 2023 |         |        |       | Stade Pierre-Mauroy, Villeneuve-d’Ascq |

| 28. September 2023 | Japan | 28 : 22 | Samoa | Stadium de Toulouse, Toulouse |
| 28. September 2023 |       |         |       | Stadium de Toulouse, Toulouse |

| 30. September 2023 | Argentinien | 59 : 5 | Chile | Stade de la Beaujoire, Nantes |
| 30. September 2023 |             |        |       | Stade de la Beaujoire, Nantes |

| 7. Oktober 2023 | England | 18 : 17 | Samoa | Stade Pierre-Mauroy, Villeneuve-d’Ascq |
| 7. Oktober 2023 |         |         |       | Stade Pierre-Mauroy, Villeneuve-d’Ascq |

| 8. Oktober 2023 | Japan | 27 : 39 | Argentinien | Stade de la Beaujoire, Nantes |
| 8. Oktober 2023 |       |         |             | Stade de la Beaujoire, Nantes |

Im ersten Spiel der Gruppe D setzte sich England mit 27:10 gegen Argentinien durch. Obwohl Tom Curry wegen eines gefährlichen Kopfstoßes bereits nach drei Minuten die rote Karte sah, erwiesen sich die Engländer dank drei Dropgoals und sechs verwerteten Straftritten von George Ford als überlegen. Am nächsten Tag traf Japan auf den Debütanten Chile und kam zu einem mühelosen 42:12-Sieg. Nach einer sechstägigen Pause griff Samoa erstmals ins Geschehen ein und entschied das Spiel gegen Chile 43:10 für sich. Ebenfalls wenig Mühe bekundeten die Engländer bei ihrem 34:12-Sieg über Japan. Am 22. September besiegte Argentinien Samoa mit 19:10. Durch dieses Ergebnis blieb die Gruppe ausgeglichen und die Argentinier konnten sich berechtigte Hoffnungen auf das Weiterkommen in die K.o.-Phase machen.[8] Einen Tag später stand England bereits kurz davor, sich für die K.o.-Phase zu qualifizieren, nachdem es Chile mit 71:0 bezwungen hatte. Herausragender Spieler dieser Partie war der erst 20-jährige Henry Arundell, dem nicht weniger als fünf Versuche gelangen. Nach diesem Ergebnis war ein Weiterkommen für Chile auch rein rechnerisch nicht mehr möglich.
Am 28. September mussten die Japaner gegen Samoa gewinnen, um sich weiterhin berechtigte Hoffnungen auf ein Weiterkommen machen zu können. Dies gelang mit einem 28:22-Sieg und hatte auch zur Folge, dass England vorzeitig als Gruppenerster feststand. Zwei Tage später bestritt Chile sein letztes Gruppenspiel gegen Argentinien; es handelte sich auch um die erste Begegnung zweier südamerikanischer Mannschaften bei einer Weltmeisterschaft. Die klar favorisierten Argentinier setzten sich deutlich mit 59:5 durch und brachten sich in eine gute Ausgangslage für die Auseinandersetzung um den zweiten Gruppenplatz. Am 7. Oktober traf England auf Samoa. Trotz eines beherzten Einsatzes der Samoaner, denen zwei Versuche durch Nigel Ah Wong gelangen, entschieden die Engländer das hart umkämpfte Spiel dank eines Versuchs von Danny Care in der 73. Minute mit 18:17 für sich. Damit bestand für Samoa keine Chance mehr auf ein Weiterkommen. Am Tag darauf stand das entscheidende Spiel zwischen Japan und Argentinien an, das über den zweiten Platz entscheiden sollte. Den Grundstein zum 39:27-Sieg der Pumas in dieser lange Zeit ausgeglichenen Partie legte Mateo Carreras mit einem Hattrick. Japan hingegen musste sich mit dem dritten Gruppenrang zufriedengeben und schied aus.

## Finalrunde

### Übersicht

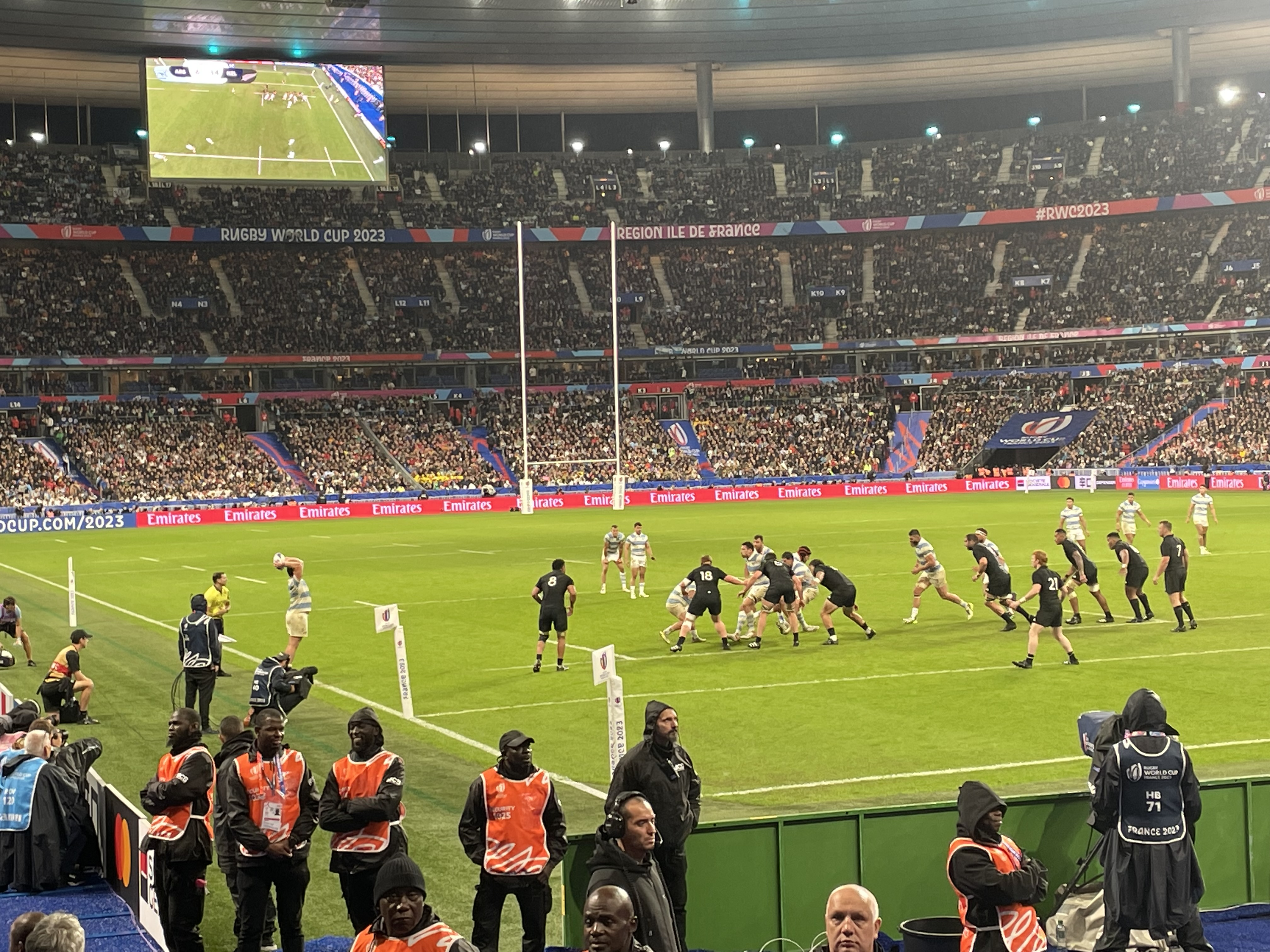
Halbfinale zwischen Argentinien und Neuseeland am 20. Oktober

|  | Viertelfinale                   | Viertelfinale                   |                                 |                                 | Halbfinale                      | Halbfinale |  |  | Finale                          | Finale                          |
|  |                                 |                                 |                                 |                                 |                                 |            |  |  |                                 |                                 |
|  | 14. Oktober 2023 in Marseille   |                                 |                                 |                                 |                                 |            |  |  |                                 |                                 |
|  | Wales                           | 17                              |                                 |                                 |                                 |            |  |  |                                 |                                 |
|  | Wales                           | 17                              | 20. Oktober 2023 in Saint Denis |                                 |                                 |            |  |  |                                 |                                 |
|  | Argentinien                     | 29                              |                                 |                                 |                                 |            |  |  |                                 |                                 |
|  | Argentinien                     | 29                              | Argentinien                     | 6                               |                                 |            |  |  |                                 |                                 |
|  |                                 |                                 | Argentinien                     | 6                               |                                 |            |  |  |                                 |                                 |
|  |                                 | Neuseeland                      | 44                              |                                 |                                 |            |  |  |                                 |                                 |
|  | Irland                          | Neuseeland                      | 44                              | 24                              |                                 |            |  |  |                                 |                                 |
|  | Irland                          |                                 |                                 | 24                              |                                 |            |  |  |                                 |                                 |
|  | Neuseeland                      | 28                              |                                 | 28. Oktober 2023 in Saint Denis | 28. Oktober 2023 in Saint Denis |            |  |  |                                 |                                 |
|  | 14. Oktober 2023 in Saint-Denis | 14. Oktober 2023 in Saint-Denis | Neuseeland                      | 11                              |                                 |            |  |  |                                 |                                 |
|  | 15. Oktober 2023 in Marseille   | 15. Oktober 2023 in Marseille   |                                 | Südafrika                       | 12                              |            |  |  |                                 |                                 |
|  | England                         | 30                              |                                 |                                 |                                 |            |  |  |                                 |                                 |
|  | Fidschi                         | 24                              |                                 |                                 |                                 |            |  |  |                                 |                                 |
|  | Fidschi                         | 24                              | England                         | 15                              |                                 |            |  |  |                                 |                                 |
|  |                                 |                                 | England                         | 15                              | Spiel um Platz 3                |            |  |  |                                 |                                 |
|  |                                 | Südafrika                       | 16                              |                                 |                                 |            |  |  |                                 |                                 |
|  | Frankreich                      | Südafrika                       | 16                              | 28                              | Argentinien                     | 23         |  |  |                                 |                                 |
|  | Frankreich                      | 21. Oktober 2023 in Saint Denis |                                 | 28                              | Argentinien                     | 23         |  |  |                                 |                                 |
|  | Südafrika                       | 29                              |                                 | England                         | 26                              |            |  |  |                                 |                                 |
|  | Südafrika                       | 29                              |                                 |                                 | 26                              |            |  |  |                                 |                                 |
|  | 15. Oktober 2023 in Saint-Denis | 15. Oktober 2023 in Saint-Denis |                                 |                                 |                                 |            |  |  | 27. Oktober 2023 in Saint Denis | 27. Oktober 2023 in Saint Denis |

### Viertelfinale
| 14. Oktober 2023 | Wales | 17 : 29 | Argentinien | Stade Vélodrome, Marseille |
| 14. Oktober 2023 |       |         |             | Stade Vélodrome, Marseille |

| 14. Oktober 2023 | Irland | 24 : 28 | Neuseeland | Stade de France, Saint-Denis |
| 14. Oktober 2023 |        |         |            | Stade de France, Saint-Denis |

| 15. Oktober 2023 | England | 30 : 24 | Fidschi | Stade Vélodrome, Marseille |
| 15. Oktober 2023 |         |         |         | Stade Vélodrome, Marseille |

| 15. Oktober 2023 | Frankreich | 28 : 29 | Südafrika | Stade de France, Saint-Denis |
| 15. Oktober 2023 |            |         |           | Stade de France, Saint-Denis |

### Halbfinale
| 20. Oktober 2023 | Argentinien | 6 : 44 | Neuseeland | Stade de France, Saint-Denis |
| 20. Oktober 2023 |             |        |            | Stade de France, Saint-Denis |

| 21. Oktober 2023 | England | 15 : 16 | Südafrika | Stade de France, Saint-Denis |
| 21. Oktober 2023 |         |         |           | Stade de France, Saint-Denis |

### Spiel um Platz 3
| 27. Oktober 2023 | Argentinien | 23 : 26 | England | Stade de France, Saint-Denis |
| 27. Oktober 2023 |             |         |         | Stade de France, Saint-Denis |

### Finale
| 28. Oktober 2023 | Neuseeland | 11 : 12 | Südafrika | Stade de France, Saint-Denis |
| 28. Oktober 2023 |            |         |           | Stade de France, Saint-Denis |

## Statistiken

### Mannschaften
Die Tabelle führt die 20 teilnehmenden Mannschaften nach ihrem Abschneiden bei der Rugby-Union-Weltmeisterschaft 2023 auf.

Ergebnis der Rugby-Union-Weltmeisterschaft 2023:
Sieger
Finalist
3. Platz
4. Platz
Viertelfinalteilnahme
In der Gruppenphase ausgeschieden
Keine Teilnahme

| Mannschaft  | Spiele | Siege | Unent. | Ndlg. | Punkte | Versuche | Erhöh- ungen | Straf- tritte | Drop- goals | Gelbe Karten | Rote Karten |
| ----------- | ------ | ----- | ------ | ----- | ------ | -------- | ------------ | ------------- | ----------- | ------------ | ----------- |
| Südafrika   | 7      | 6     | 0      | 1     | 208    | 27       | 19           | 11            | 0           | 3            | 0           |
| Neuseeland  | 7      | 5     | 0      | 2     | 336    | 49       | 37           | 7             | 0           | 4            | 2           |
| England     | 7      | 6     | 0      | 1     | 221    | 21       | 16           | 23            | 5           | 0            | 1           |
| Argentinien | 7      | 4     | 0      | 3     | 185    | 19       | 18           | 18            | 0           | 2            | 0           |
| Irland      | 5      | 4     | 0      | 1     | 214    | 30       | 25           | 4             | 0           | 1            | 0           |
| Wales       | 5      | 4     | 0      | 1     | 160    | 19       | 16           | 10            | 1           | 3            | 0           |
| Frankreich  | 5      | 4     | 0      | 1     | 238    | 30       | 25           | 12            | 0           | 1            | 0           |
| Fidschi     | 5      | 2     | 0      | 3     | 112    | 12       | 11           | 11            | 0           | 5            | 0           |
| Australien  | 4      | 2     | 0      | 2     | 90     | 11       | 7            | 7             | 0           | 3            | 0           |
| Schottland  | 4      | 2     | 0      | 2     | 146    | 16       | 21           | 19            | 1           | 1            | 0           |
| Italien     | 4      | 2     | 0      | 2     | 114    | 14       | 15           | 15            | 3           | 2            | 0           |
| Japan       | 4      | 2     | 0      | 2     | 109    | 12       | 11           | 8             | 1           | 3            | 0           |
| Samoa       | 4      | 1     | 0      | 3     | 92     | 11       | 8            | 7             | 0           | 5            | 1           |
| Portugal    | 4      | 1     | 1      | 2     | 64     | 8        | 6            | 4             | 0           | 2            | 1           |
| Tonga       | 4      | 1     | 0      | 3     | 96     | 13       | 8            | 5             | 0           | 2            | 1           |
| Uruguay     | 4      | 1     | 0      | 3     | 65     | 9        | 6            | 1             | 1           | 2            | 0           |
| Georgien    | 4      | 0     | 1      | 3     | 64     | 7        | 4            | 7             | 0           | 2            | 0           |
| Chile       | 4      | 0     | 0      | 4     | 27     | 4        | 2            | 1             | 0           | 5            | 0           |
| Namibia     | 4      | 0     | 0      | 4     | 37     | 3        | 2            | 6             | 0           | 4            | 2           |
| Rumänien    | 4      | 0     | 0      | 4     | 32     | 4        | 3            | 2             | 0           | 5            | 0           |
| Gesamt      | 48     |       |        |       | 2587   | 324      | 241          | 122           | 8           | 55           | 8           |

### Punkte und Versuche
|     | Name              | Punkte |
| --- | ----------------- | ------ |
| 1.  | Owen Farrell      | 75     |
| 2.  | Thomas Ramos      | 74     |
| 3.  | Emiliano Boffelli | 67     |
| 4.  | Jonathan Sexton   | 58     |
| 5.  | Richie Moʻunga    | 56     |
| 6.  | Damian McKenzie   | 53     |
| 7.  | Rikiya Matsuda    | 46     |
| 8.  | Ben Donaldson     | 45     |
| 9.  | George Ford       | 41     |
| 10. | Will Jordan       | 40     |

|    | Name                   | Versuche |
| -- | ---------------------- | -------- |
| 1. | Will Jordan            | 8        |
| 2. | Damian Penaud          | 6        |
| 3. | Henry Arundell         | 5        |
| 3. | Bundee Aki             | 5        |
| 3. | Leicester Faingaʻanuku | 5        |
| 3. | Damian McKenzie        | 5        |
| 3. | Darcy Graham           | 5        |
| 3. | Louis Rees-Zammit      | 5        |
| 9. | Louis Bielle-Biarrey   | 4        |
| 9. | Aaron Smith            | 4        |
| 9. | Cobus Reinach          | 4        |

## Fernsehübertragung
In Deutschland erwarb die ProSiebenSat.1 Media die Übertragungsrechte an den Weltmeisterschaftspartien 2023. 35 der insgesamt 48 Spiele der Rugby-Union-Weltmeisterschaft 2023 wurden von September bis Oktober auf ProSieben Maxx und ran.de mit deutschem Kommentar übertragen. Alle 48 Spiele waren als Stream auf ran.de und Joyn zu sehen. Außerdem übertrug das Schweizer Radio und Fernsehen (SRF) die Halbfinals und den Final live im Fernsehen.